# Familia Siemens

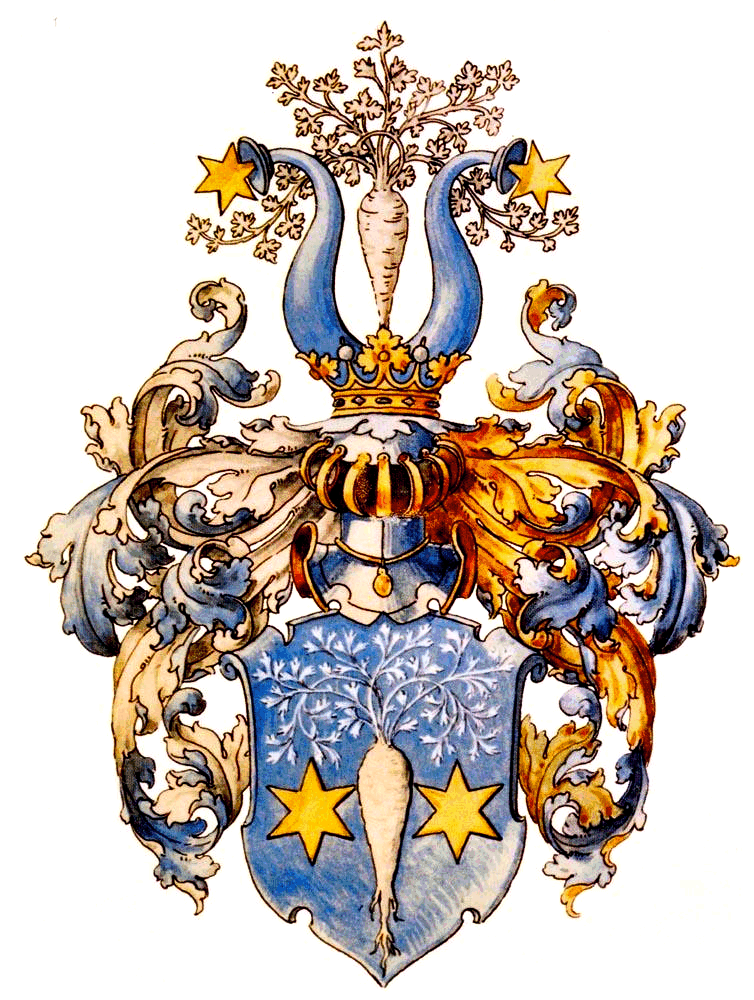
Escudo de armas de la Familia Siemens

Siemens es el apellido de una familia alemana de magnates, fundadores de empresas de tecnología y de telecomunicaciones, y hasta el día de hoy, los mayores accionistas del gigante industrial Siemens AG. Su riqueza se estimaba en más de 8000 millones de euros en 2022, lo que la convertía en la quinta familia más rica de Alemania, según Handelsblatt.

## Historia

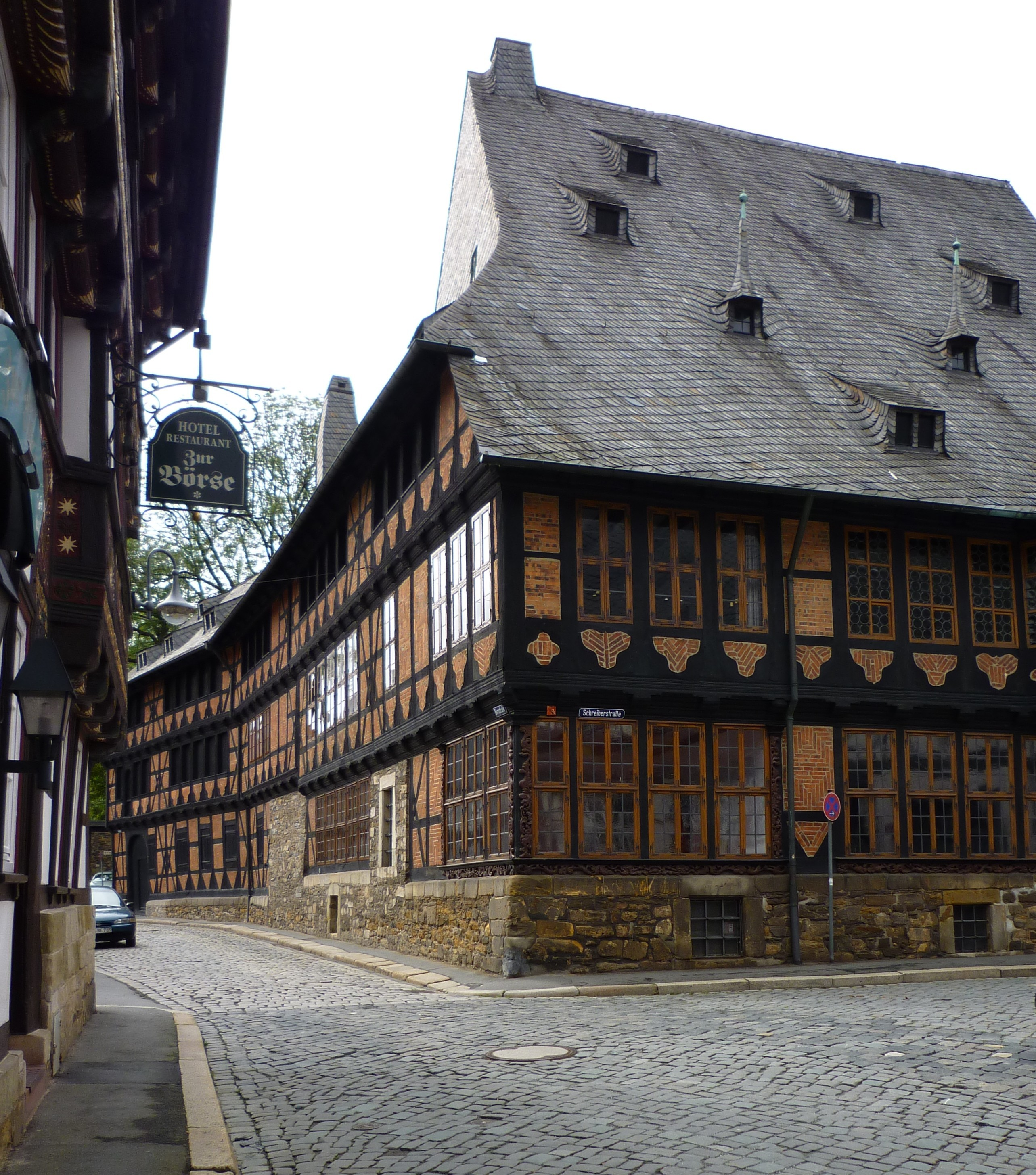
Casa Siemens en Goslar, construida en 1692

### Origen
La familia Siemens está documentada por primera vez en 1384 con Henning Symons, un agricultor de la ciudad imperial libre de Goslar en la Baja Sajonia, Alemania. El árbol genealógico comienza con Ananias Siemens (ca 1538-1591), ciudadano, cervecero y propietario de una almazara en Goslar, perteneciente al guilda de zapateros, ya que sus antepasados habían trabajado en ese oficio.
Su nieto Hans (1628-1694), presidente del Gremio de Comerciantes y comandante del comité de vigilancia de la ciudad, construyó la Casa Siemens en Goslar en 1692. Todavía es propiedad de la familia y alberga sus archivos privados y una exposición sobre la historia familiar. La estirpe de los Siemens proporcionó numerosos miembros al consejo de la ciudad de Goslar, así como cuatro alcaldes, siendo el último Johann Georg (1748-1807).

### Desarrollo

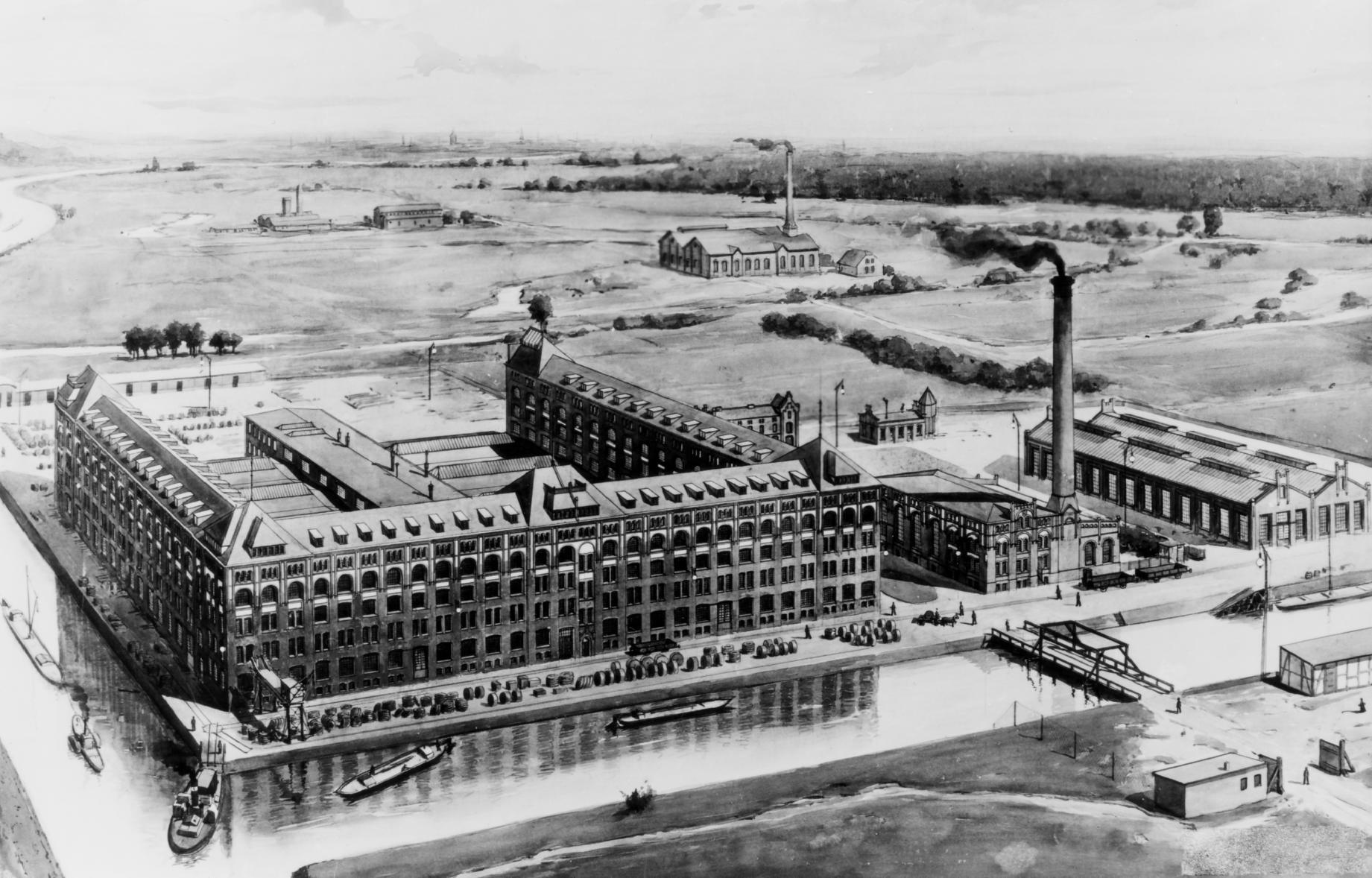
Fábrica de cables de Siemens AG en Berlin-Siemensstadt (hacia 1900)

Las ramas más importantes de la familia en la localidad de Goslar (también hay otras familias con el mismo apellido en el norte de Alemania) se remontan al granjero Christian Ferdinand Siemens (1787-1840). Sus hijos Werner Siemens (desde 1888 von Siemens), (Carl) Wilhelm Siemens (conocido como Sir William Siemens tras naturalizarse británico), Hans Siemens, Friedrich Siemens y Carl (Heinrich) von Siemens se convirtieron en ingenieros y empresarios.
Werner Siemens, un ex oficial de artillería e ingeniería del ejército prusiano, inventó un telégrafo que usaba una aguja para señalar la letra correcta, en lugar de usar el código morse. Basándose en este invento, fundó la empresa Siemens AG el 1 de octubre de 1847, que comenzó a trabajar en su taller el 12 de octubre. Su socio comercial Johann Georg Halske, un maestro mecánico, participó particularmente en la construcción y el diseño de equipos eléctricos, como la prensa que permitía aislar los cables con una capa sin costuras de gutapercha, el telégrafo de puntero, el telégrafo morse e instrumentos de medición. La empresa se internacionalizó poco después de su fundación. Un hermano de Werner lo representó en Inglaterra (Sir William Siemens) y otro en San Petersburgo, Rusia (Carl von Siemens), cada uno obteniendo reconocimiento por su propia labor. En 1867, Halske se retiró de la empresa porque sus puntos de vista más conservadores sobre la política empresarial diferían de los de los audaces hermanos Siemens.
En 1848, la empresa construyó la primera línea de telégrafo de larga distancia en Europa; 500 km desde Berlín hasta Fráncfort del Meno. En la década de 1850, la empresa participó en la construcción de redes telegráficas de larga distancia en Rusia. En 1867, Siemens completó la monumental línea telegráfica indoeuropea (desde Calcuta a Londres) y en 1870 un cable de comunicación transatlántico. En 1857, Werner von Siemens describió el intercambio por contracorriente y en 1867 una dinamo sin imanes permanentes. Charles Wheatstone también inventó de forma independiente un sistema similar, pero Siemens se convirtió en la primera empresa en construir tales dispositivos. En 1881, un alternador Siemens impulsado por un molino hidráulico se utilizó para alimentar el primer alumbrado público eléctrico del mundo, instalado en la ciudad de Godalming, en el Reino Unido. La empresa siguió creciendo y se diversificó en locomotoras eléctricas y alumbrado eléctrico. En 1887 abrió su primera oficina en Japón. En 1890, el fundador se jubiló y dejó la empresa a cargo de su hermano Carl y sus hijos Arnold y Wilhelm.
En 1888, Werner Siemens recibió un reconocimiento de nobleza hereditario como von Siemens otorgado por Federico III de Alemania. Por su parte, su hermano William había sido nombrado caballero por la Reina Victoria en el Reino Unido, convirtiéndose en Sir William unos meses antes de su muerte en 1883. Otro hermano, Carl, fue ennoblecido en San Petersburgo por el zar Nicolás II en 1895. El primo y suegro de Werner, Carl Georg Siemens (1809–1885), profesor de tecnología en la Universidad de Hohenheim, recibió el ennoblecimiento personal de manos del rey de Württemberg. El sobrino de Werner, Georg, cofundador del Deutsche Bank, también fue ennoblecido por Guillermo II de Alemania en 1899.
Siemens & Halske (S & H) se refundó en 1897, y en 1903 fusionó parte de sus actividades con Schuckert & Co. de Núremberg, para convertirse en Siemens-Schuckert. En 1919, S & H y otras dos compañías formaron conjuntamente la empresa Osram, especializada en la fabricación de bombillas eléctricas. Durante las décadas de 1920 y 1930, S & H comenzó a fabricar equipos de radiocomunicación, televisores y microscopios electrónicos. En 1932, Reiniger, Gebbert & Schall (Erlangen), Phönix AG (Rudolstadt) y Siemens-Reiniger-Veifa mbH (Berlín) se fusionaron para formar Siemens-Reiniger-Werke AG (SRW), un fabricante de tecnología médica y la tercera de las llamadas "empresas matrices" que Ernst von Siemens decidió fusionar en 1966 para formar la actual Siemens AG, una de las firmas electrotecnológicas más grandes del mundo. La empresa, durante todas sus etapas desde Siemens & Halske AG, Siemens-Schuckertwerke AG y Siemens-Reiniger-Werke AG hasta su fusión para formar Siemens AG en 1966, siempre ha estado dirigida por sucesivas generaciones de la familia del fundador: al principio, por el hermano de Werner, Carl, luego por los hijos de Werner (Arnold, Wilhelm y Carl Friedrich), después por sus nietos (Hermann y Ernst), y hasta 1981 por su bisnieto (Peter von Siemens).
Hoy los descendientes de Werner y Carl von Siemens poseen el 6,9% del grupo Siemens (en comparación, la familia de Henry Ford controla una participación de tan solo el 2% de la Ford Motor Company), por lo que la familia sigue siendo el mayor accionista individual. Sobre la base de una capitalización de mercado de 112.000 millones de euros, los Siemens poseen acciones ordinarias de la empresa por valor de 7700 millones de euros, y recibieron 201 millones de euros en dividendos en 2016. Partes considerables de esta participación se han donado a fideicomisos de caridad controlados por miembros de la familia, que ostenta un asiento en el consejo supervisor de la compañía y de la que se dice que ejerce su influencia en segundo plano. Hasta 1981, el presidente del Consejo de Vigilancia siempre ha sido un miembro de la familia. Se dice que los "von Siemens" volverán a la presidencia en el futuro si las circunstancias lo requieren o si un candidato elegible estuviera listo para postularse al cargo. El principal objetivo del clan familiar siempre ha sido garantizar a su longeva empresa independencia, estabilidad y crecimiento sólido.

## Miembros de la familia
- (Ernst) Werner (desde 1888) von Siemens (conocido como Werner) (1816, Gehrden - 1892, Berlín), inventor, fundador de Siemens AG
- (Carl) Wilhelm Siemens (conocido como (Charles) Wilhelm o Sir William Siemens) (1823, Lenthe - 1883, Londres), hermano de Werner von Siemens
- Friedrich Siemens (1826, Menzendorf - 1904, Dresde), hermano de los dos anteriores
- Carl (Heinrich) von Siemens (1829, Menzendorf - 1906, Menton, Francia), otro de los hermanos de Werner von Siemens
- Georg von Siemens (1839, Torgau - 1901, Berlín), banquero y político, sobrino de Werner von Siemens
- Alexander Siemens (1847, Hannover - 1928, Milford on Sea), primo de Werner von Siemens
- Arnold (desde 1888) von Siemens (1853, Berlín - 1918, Berlín), hijo de Werner von Siemens
- (Georg) Wilhelm (desde 1888) von Siemens (conocido como Wilhelm) (1855, Berlín - 1919, Arosa, Suiza), hijo de Werner von Siemens
- Carl Friedrich von Siemens (1872, Charlotenburg - 1941, Neu Fahrland), hijo de Werner von Siemens
- Hermann (Werner) von Siemens (1885, Berlín - 1986, Múnich), nieto de Werner von Siemens
- Ernst von Siemens (1903, Kingston upon Hull - 1990, Starnburg), nieto de Werner von Siemens
- Peter von Siemens (1911, Berlín - 1986, Múnich), bisnieto de Werner von Siemens
- Peter C. von Siemens (1937, Río de Janeiro - 2021, Múnich), hijo de Peter von Siemens

### Imágenes

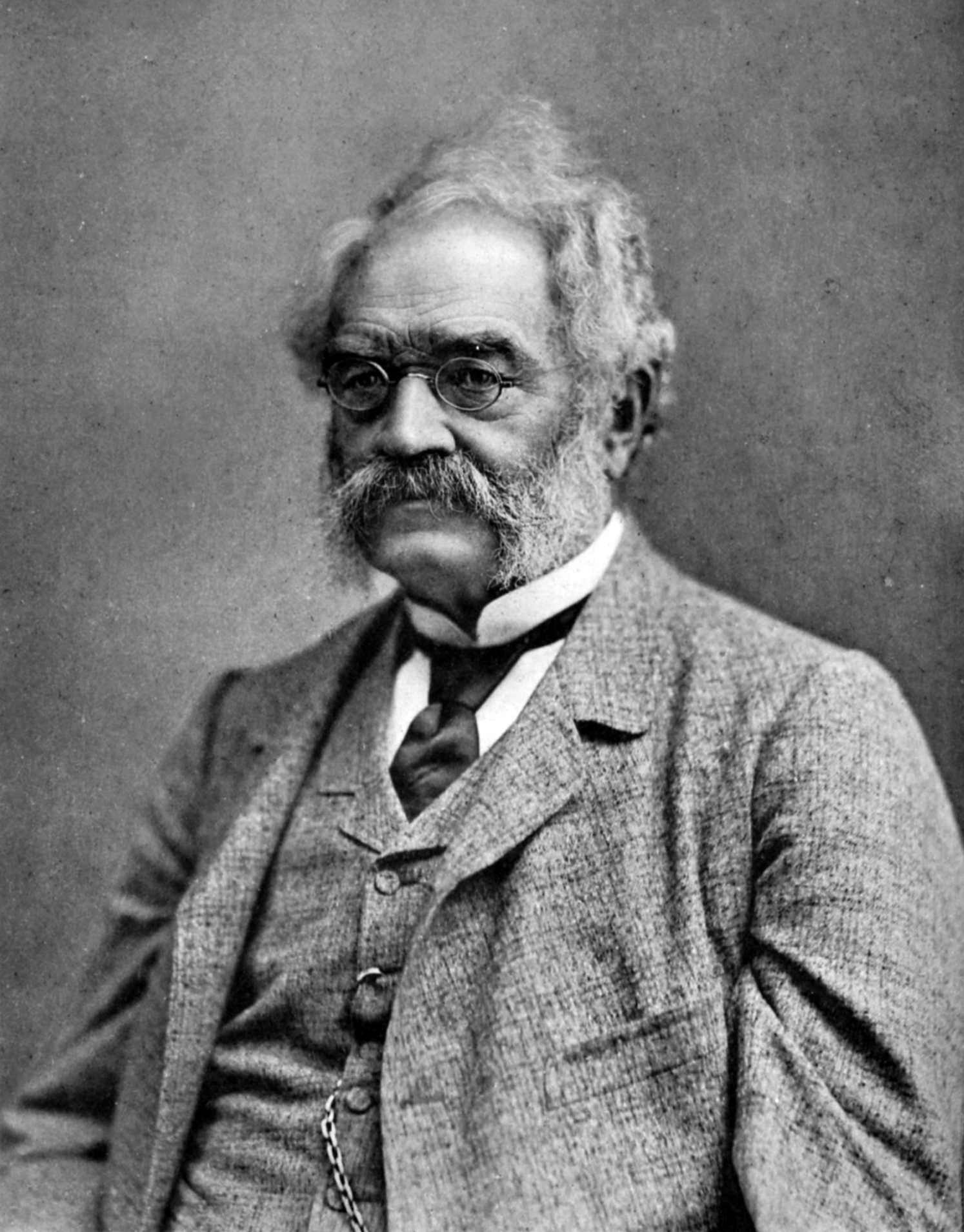
Werner von Siemens (1816-1892), desde 1888 Werner von Siemens
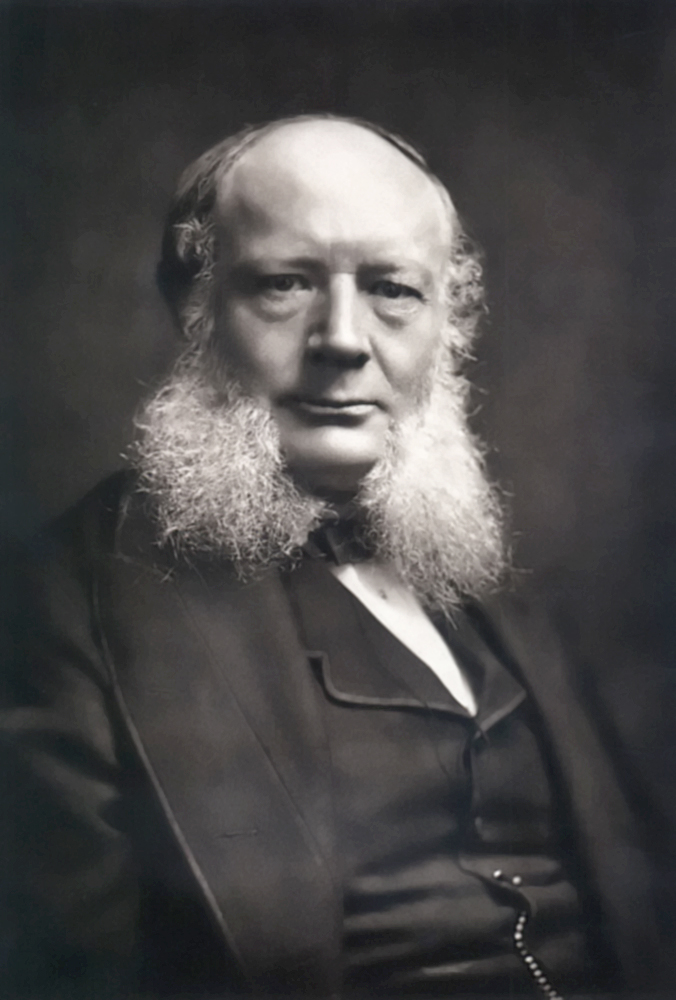
William Siemens (1823-1883), desde 1883 Sir William Siemens, hermano de Werner
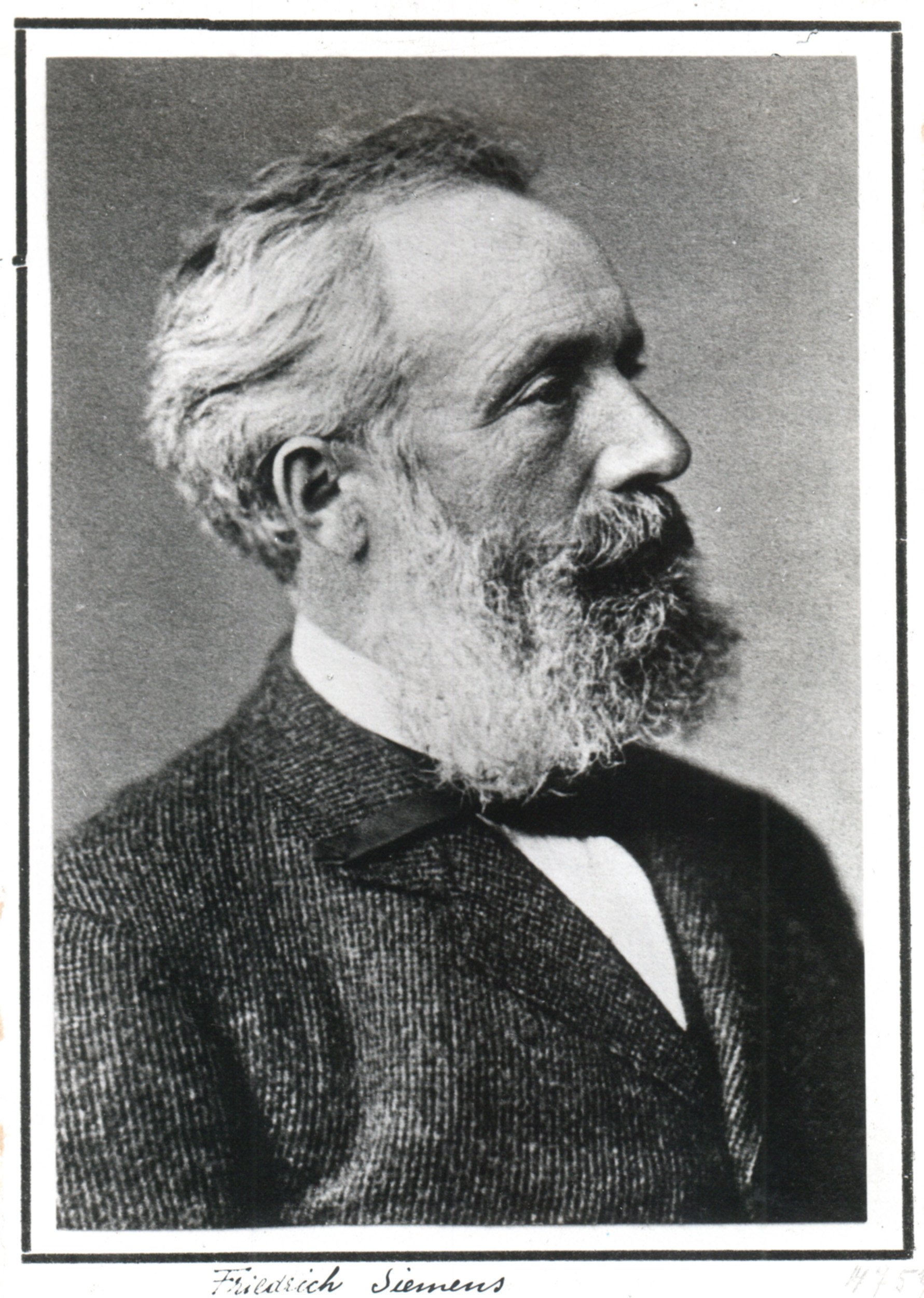
Retrato de Friedrich Siemens (1826-1904), inventor e ingeniero
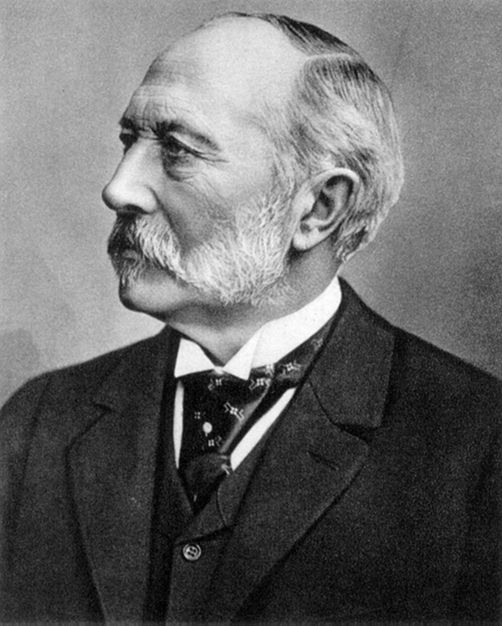
Carl Heinrich von Siemens (1829-1906), desde 1895 Carl von Siemens, hermano de Werner
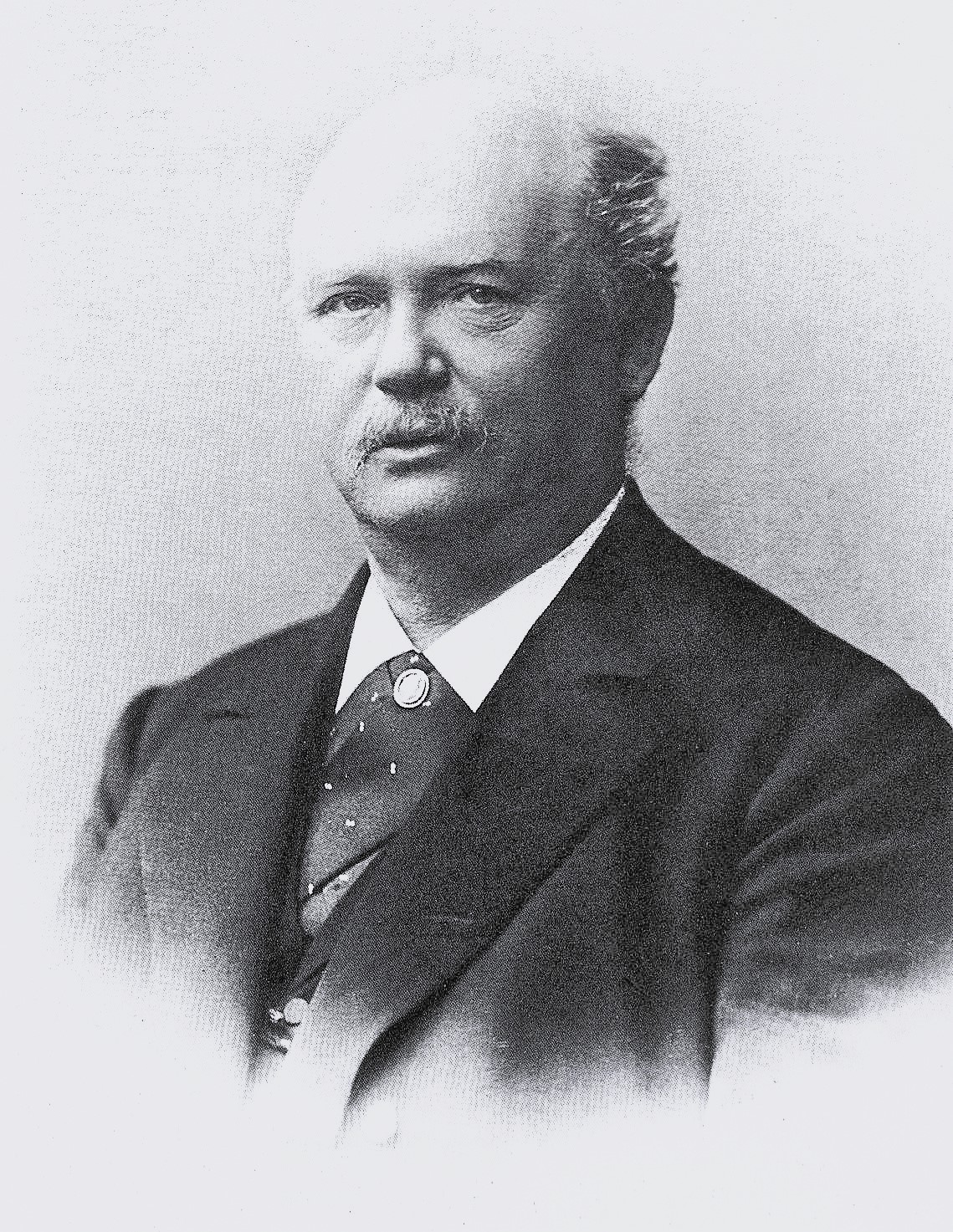
Georg Siemens (1839–1901), desde 1899 Georg  von Siemens, sobrino de Werner von Siemens, director fundador del Deutsche Bank
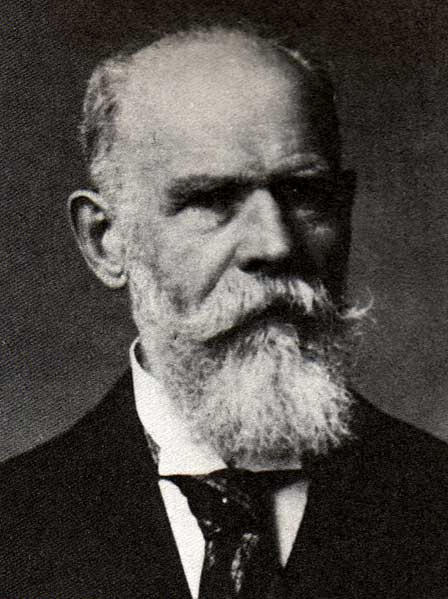
Arnold von Siemens (1853–1918), hijo de Werner von Siemens
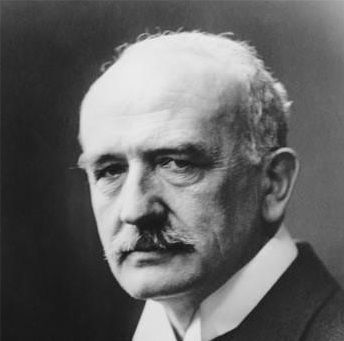
Georg Wilhelm von Siemens (1855-1919), hijo de Werner von Siemens
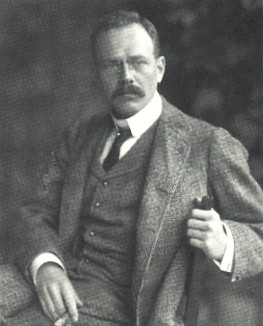
Carl Friedrich von Siemens (1872-1941), hijo de Werner von Siemens

## Árbol genealógico

### Ramas familiares
| Rama principal Ananias | Rama principal Ananias | Rama principal Ananias | Rama principal Ananias | Rama principal Ananias | Rama principal Ananias |  |  | Rama de Georg Andreas Subrama de Ananias | Rama de Georg Andreas Subrama de Ananias | Rama de Georg Andreas Subrama de Ananias | Rama de Georg Andreas Subrama de Ananias | Rama de Georg Andreas Subrama de Ananias | Rama de Georg Andreas Subrama de Ananias |  |  | Rama de Heinrich Albrecht Subrama de Ananias | Rama de Heinrich Albrecht Subrama de Ananias | Rama de Heinrich Albrecht Subrama de Ananias | Rama de Heinrich Albrecht Subrama de Ananias | Rama de Heinrich Albrecht Subrama de Ananias | Rama de Heinrich Albrecht Subrama de Ananias |  |  | Rama de Johann Georg Subrama de Georg Andreas, incluye a Georg von Siemens | Rama de Johann Georg Subrama de Georg Andreas, incluye a Georg von Siemens | Rama de Johann Georg Subrama de Georg Andreas, incluye a Georg von Siemens | Rama de Johann Georg Subrama de Georg Andreas, incluye a Georg von Siemens | Rama de Johann Georg Subrama de Georg Andreas, incluye a Georg von Siemens | Rama de Johann Georg Subrama de Georg Andreas, incluye a Georg von Siemens |  |  | Rama de Christian Ferdinand Subrama de Georg Andreas, incluye a Werner von Siemens y hermanos | Rama de Christian Ferdinand Subrama de Georg Andreas, incluye a Werner von Siemens y hermanos | Rama de Christian Ferdinand Subrama de Georg Andreas, incluye a Werner von Siemens y hermanos | Rama de Christian Ferdinand Subrama de Georg Andreas, incluye a Werner von Siemens y hermanos | Rama de Christian Ferdinand Subrama de Georg Andreas, incluye a Werner von Siemens y hermanos | Rama de Christian Ferdinand Subrama de Georg Andreas, incluye a Werner von Siemens y hermanos |  |  |

### Rama de Ananias Siemens (Padre fundador)
Generaciones 1-9
| | | | | | | | | | | | | | |  |  | Ananias Siemens * ca. 1538, † 1591 Goslar Ciudadano y cervecero ∞ Anna Brüggemann (2. matrimonio) 8 hijos                                        |  |  |  | | | | | | |  |  | | | | | | |  |  | | | | | | |  |  |  |  |  |  |  |  |  |  |  |  |  |  |  |  |  |  |  |  |  |  |  |  |  |  |  |  |
| | | | | | | | | | | | | | |  |  | |  |  |  | | | | | | |  |  | | | | | | |  |  | | | | | | |  |  |  |  |  |  |  |  |  |  |  |  |  |  |  |  |  |  |  |  |  |  |  |  |  |  |  |  |
| | | | | | | | | | | | | | |  |  | (Kind) #6 Peter Siemens * ca. 1586 Goslar, † 1650 Sastre y miembro del consejo de la ciudad ∞ Agnetha Oppermann (1605-63, 3. matrimonio) 8 hijos |  |  |  | | | | | | |  |  | | | | | | |  |  | | | | | | |  |  |  |  |  |  |  |  |  |  |  |  |  |  |  |  |  |  |  |  |  |  |  |  |  |  |  |  |
| | | | | | | | | | | | | | |  |  | |  |  |  | | | | | | |  |  | | | | | | |  |  | | | | | | |  |  |  |  |  |  |  |  |  |  |  |  |  |  |  |  |  |  |  |  |  |  |  |  |  |  |  |  |
| | | | | | | | | | | | | | |  |  | #2 Hans Jürgen Siemens * 1628 Goslar, † 1694 Mercader ∞ Anna Volckmar (1636–1717) 6 hijos                                                        |  |  |  | | | | | | |  |  | | | | | | |  |  | | | | | | |  |  |  |  |  |  |  |  |  |  |  |  |  |  |  |  |  |  |  |  |  |  |  |  |  |  |  |  |
| | | | | | | | | | | | | | |  |  | |  |  |  | | | | | | |  |  | | | | | | |  |  | | | | | | |  |  |  |  |  |  |  |  |  |  |  |  |  |  |  |  |  |  |  |  |  |  |  |  |  |  |  |  |
| | | | | | | | | | | | | | |  |  | #3 Hans Henning Siemens * 1667 Goslar, † 1725 Ohlhof Arrendatario de una finca agrícola ∞ Anna Volbrecht (1674–1715) 11 hijos                    |  |  |  | | | | | | |  |  | | | | | | |  |  | | | | | | |  |  |  |  |  |  |  |  |  |  |  |  |  |  |  |  |  |  |  |  |  |  |  |  |  |  |  |  |
| | | | | | | | | | | | | | |  |  | |  |  |  | | | | | | |  |  | | | | | | |  |  | | | | | | |  |  |  |  |  |  |  |  |  |  |  |  |  |  |  |  |  |  |  |  |  |  |  |  |  |  |  |  |
| | | | | | | | | | | | | | |  |  | |  |  |  | | | | | | |  |  | | | | | | |  |  | | | | | | |  |  |  |  |  |  |  |  |  |  |  |  |  |  |  |  |  |  |  |  |  |  |  |  |  |  |  |  |
| | | | | #4 Georg Andreas Siemens * 1700 Goslar, † 1789 Ohlhof Arrendatario de una finca ∞ Agnes Koch (1716-97, 2. matrimonio) 9 hijos               | #4 Georg Andreas Siemens * 1700 Goslar, † 1789 Ohlhof Arrendatario de una finca ∞ Agnes Koch (1716-97, 2. matrimonio) 9 hijos               | #4 Georg Andreas Siemens * 1700 Goslar, † 1789 Ohlhof Arrendatario de una finca ∞ Agnes Koch (1716-97, 2. matrimonio) 9 hijos | #4 Georg Andreas Siemens * 1700 Goslar, † 1789 Ohlhof Arrendatario de una finca ∞ Agnes Koch (1716-97, 2. matrimonio) 9 hijos | #4 Georg Andreas Siemens * 1700 Goslar, † 1789 Ohlhof Arrendatario de una finca ∞ Agnes Koch (1716-97, 2. matrimonio) 9 hijos          | #4 Georg Andreas Siemens * 1700 Goslar, † 1789 Ohlhof Arrendatario de una finca ∞ Agnes Koch (1716-97, 2. matrimonio) 9 hijos          | | | | |  |  | |  |  |  | | | | | | |  |  | #6 Heinrich Albrecht Siemens * 1703 Goslar, † 1758 Arrendatario de una finca ∞ Elisabeth Sternberg (1710-71) 14 hijos             | #6 Heinrich Albrecht Siemens * 1703 Goslar, † 1758 Arrendatario de una finca ∞ Elisabeth Sternberg (1710-71) 14 hijos             | #6 Heinrich Albrecht Siemens * 1703 Goslar, † 1758 Arrendatario de una finca ∞ Elisabeth Sternberg (1710-71) 14 hijos             | #6 Heinrich Albrecht Siemens * 1703 Goslar, † 1758 Arrendatario de una finca ∞ Elisabeth Sternberg (1710-71) 14 hijos             | #6 Heinrich Albrecht Siemens * 1703 Goslar, † 1758 Arrendatario de una finca ∞ Elisabeth Sternberg (1710-71) 14 hijos             | #6 Heinrich Albrecht Siemens * 1703 Goslar, † 1758 Arrendatario de una finca ∞ Elisabeth Sternberg (1710-71) 14 hijos             |  |  | | | | | | |  |  |  |  |  |  |  |  |  |  |  |  |  |  |  |  |  |  |  |  |  |  |  |  |  |  |  |  |
| | | | | #4 Georg Andreas Siemens * 1700 Goslar, † 1789 Ohlhof Arrendatario de una finca ∞ Agnes Koch (1716-97, 2. matrimonio) 9 hijos               | #4 Georg Andreas Siemens * 1700 Goslar, † 1789 Ohlhof Arrendatario de una finca ∞ Agnes Koch (1716-97, 2. matrimonio) 9 hijos               | #4 Georg Andreas Siemens * 1700 Goslar, † 1789 Ohlhof Arrendatario de una finca ∞ Agnes Koch (1716-97, 2. matrimonio) 9 hijos | #4 Georg Andreas Siemens * 1700 Goslar, † 1789 Ohlhof Arrendatario de una finca ∞ Agnes Koch (1716-97, 2. matrimonio) 9 hijos | #4 Georg Andreas Siemens * 1700 Goslar, † 1789 Ohlhof Arrendatario de una finca ∞ Agnes Koch (1716-97, 2. matrimonio) 9 hijos          | #4 Georg Andreas Siemens * 1700 Goslar, † 1789 Ohlhof Arrendatario de una finca ∞ Agnes Koch (1716-97, 2. matrimonio) 9 hijos          | | | | |  |  | |  |  |  | | | | | | |  |  | #6 Heinrich Albrecht Siemens * 1703 Goslar, † 1758 Arrendatario de una finca ∞ Elisabeth Sternberg (1710-71) 14 hijos             | #6 Heinrich Albrecht Siemens * 1703 Goslar, † 1758 Arrendatario de una finca ∞ Elisabeth Sternberg (1710-71) 14 hijos             | #6 Heinrich Albrecht Siemens * 1703 Goslar, † 1758 Arrendatario de una finca ∞ Elisabeth Sternberg (1710-71) 14 hijos             | #6 Heinrich Albrecht Siemens * 1703 Goslar, † 1758 Arrendatario de una finca ∞ Elisabeth Sternberg (1710-71) 14 hijos             | #6 Heinrich Albrecht Siemens * 1703 Goslar, † 1758 Arrendatario de una finca ∞ Elisabeth Sternberg (1710-71) 14 hijos             | #6 Heinrich Albrecht Siemens * 1703 Goslar, † 1758 Arrendatario de una finca ∞ Elisabeth Sternberg (1710-71) 14 hijos             |  |  | | | | | | |  |  |  |  |  |  |  |  |  |  |  |  |  |  |  |  |  |  |  |  |  |  |  |  |  |  |  |  |
| | | | | #3 Joh. Georg Heinrich Siemens * 1735 Ohlhof, † 1805 Wasserleben Arrendatario de una finca ∞ Sophie Huet (1740-99) 15 hijos                 | #3 Joh. Georg Heinrich Siemens * 1735 Ohlhof, † 1805 Wasserleben Arrendatario de una finca ∞ Sophie Huet (1740-99) 15 hijos                 | #3 Joh. Georg Heinrich Siemens * 1735 Ohlhof, † 1805 Wasserleben Arrendatario de una finca ∞ Sophie Huet (1740-99) 15 hijos   | #3 Joh. Georg Heinrich Siemens * 1735 Ohlhof, † 1805 Wasserleben Arrendatario de una finca ∞ Sophie Huet (1740-99) 15 hijos   | #3 Joh. Georg Heinrich Siemens * 1735 Ohlhof, † 1805 Wasserleben Arrendatario de una finca ∞ Sophie Huet (1740-99) 15 hijos            | #3 Joh. Georg Heinrich Siemens * 1735 Ohlhof, † 1805 Wasserleben Arrendatario de una finca ∞ Sophie Huet (1740-99) 15 hijos            | | | | |  |  | |  |  |  | | | | | | |  |  | #6 Carl Leopold Siemens * 1739 Goslar, † 1805 Seesen Arrendatario de una finca ∞ Justine Brüel (1746–1828) 10 hijos               | #6 Carl Leopold Siemens * 1739 Goslar, † 1805 Seesen Arrendatario de una finca ∞ Justine Brüel (1746–1828) 10 hijos               | #6 Carl Leopold Siemens * 1739 Goslar, † 1805 Seesen Arrendatario de una finca ∞ Justine Brüel (1746–1828) 10 hijos               | #6 Carl Leopold Siemens * 1739 Goslar, † 1805 Seesen Arrendatario de una finca ∞ Justine Brüel (1746–1828) 10 hijos               | #6 Carl Leopold Siemens * 1739 Goslar, † 1805 Seesen Arrendatario de una finca ∞ Justine Brüel (1746–1828) 10 hijos               | #6 Carl Leopold Siemens * 1739 Goslar, † 1805 Seesen Arrendatario de una finca ∞ Justine Brüel (1746–1828) 10 hijos               |  |  | | | | | | |  |  |  |  |  |  |  |  |  |  |  |  |  |  |  |  |  |  |  |  |  |  |  |  |  |  |  |  |
| | | | | #3 Joh. Georg Heinrich Siemens * 1735 Ohlhof, † 1805 Wasserleben Arrendatario de una finca ∞ Sophie Huet (1740-99) 15 hijos                 | #3 Joh. Georg Heinrich Siemens * 1735 Ohlhof, † 1805 Wasserleben Arrendatario de una finca ∞ Sophie Huet (1740-99) 15 hijos                 | #3 Joh. Georg Heinrich Siemens * 1735 Ohlhof, † 1805 Wasserleben Arrendatario de una finca ∞ Sophie Huet (1740-99) 15 hijos   | #3 Joh. Georg Heinrich Siemens * 1735 Ohlhof, † 1805 Wasserleben Arrendatario de una finca ∞ Sophie Huet (1740-99) 15 hijos   | #3 Joh. Georg Heinrich Siemens * 1735 Ohlhof, † 1805 Wasserleben Arrendatario de una finca ∞ Sophie Huet (1740-99) 15 hijos            | #3 Joh. Georg Heinrich Siemens * 1735 Ohlhof, † 1805 Wasserleben Arrendatario de una finca ∞ Sophie Huet (1740-99) 15 hijos            | | | | |  |  | |  |  |  | | | | | | |  |  | #6 Carl Leopold Siemens * 1739 Goslar, † 1805 Seesen Arrendatario de una finca ∞ Justine Brüel (1746–1828) 10 hijos               | #6 Carl Leopold Siemens * 1739 Goslar, † 1805 Seesen Arrendatario de una finca ∞ Justine Brüel (1746–1828) 10 hijos               | #6 Carl Leopold Siemens * 1739 Goslar, † 1805 Seesen Arrendatario de una finca ∞ Justine Brüel (1746–1828) 10 hijos               | #6 Carl Leopold Siemens * 1739 Goslar, † 1805 Seesen Arrendatario de una finca ∞ Justine Brüel (1746–1828) 10 hijos               | #6 Carl Leopold Siemens * 1739 Goslar, † 1805 Seesen Arrendatario de una finca ∞ Justine Brüel (1746–1828) 10 hijos               | #6 Carl Leopold Siemens * 1739 Goslar, † 1805 Seesen Arrendatario de una finca ∞ Justine Brüel (1746–1828) 10 hijos               |  |  | | | | | | |  |  |  |  |  |  |  |  |  |  |  |  |  |  |  |  |  |  |  |  |  |  |  |  |  |  |  |  |
| | | | | | | | | | | | | | |  |  | |  |  |  | | | | | | |  |  | | | | | | |  |  | | | | | | |  |  |  |  |  |  |  |  |  |  |  |  |  |  |  |  |  |  |  |  |  |  |  |  |  |  |  |  |
| #1 Johann Georg Siemens * 1764 Schauen, † 1827 Langenstein Arrendatario de una finca ∞ Sophie Barkhausen (1776–1808, 1. matrimonio) 6 hijos | #1 Johann Georg Siemens * 1764 Schauen, † 1827 Langenstein Arrendatario de una finca ∞ Sophie Barkhausen (1776–1808, 1. matrimonio) 6 hijos | #1 Johann Georg Siemens * 1764 Schauen, † 1827 Langenstein Arrendatario de una finca ∞ Sophie Barkhausen (1776–1808, 1. matrimonio) 6 hijos | #1 Johann Georg Siemens * 1764 Schauen, † 1827 Langenstein Arrendatario de una finca ∞ Sophie Barkhausen (1776–1808, 1. matrimonio) 6 hijos | #1 Johann Georg Siemens * 1764 Schauen, † 1827 Langenstein Arrendatario de una finca ∞ Sophie Barkhausen (1776–1808, 1. matrimonio) 6 hijos | #1 Johann Georg Siemens * 1764 Schauen, † 1827 Langenstein Arrendatario de una finca ∞ Sophie Barkhausen (1776–1808, 1. matrimonio) 6 hijos | | | #15 Christian Ferdinand Siemens * 1787 Schauen, † 1840 Menzendorf Arrendatario de una finca ∞ Henriette Deichmann (1792–1839) 14 hijos | #15 Christian Ferdinand Siemens * 1787 Schauen, † 1840 Menzendorf Arrendatario de una finca ∞ Henriette Deichmann (1792–1839) 14 hijos | #15 Christian Ferdinand Siemens * 1787 Schauen, † 1840 Menzendorf Arrendatario de una finca ∞ Henriette Deichmann (1792–1839) 14 hijos | #15 Christian Ferdinand Siemens * 1787 Schauen, † 1840 Menzendorf Arrendatario de una finca ∞ Henriette Deichmann (1792–1839) 14 hijos | #15 Christian Ferdinand Siemens * 1787 Schauen, † 1840 Menzendorf Arrendatario de una finca ∞ Henriette Deichmann (1792–1839) 14 hijos | #15 Christian Ferdinand Siemens * 1787 Schauen, † 1840 Menzendorf Arrendatario de una finca ∞ Henriette Deichmann (1792–1839) 14 hijos |  |  | |  |  |  | | | | | | |  |  | #8 Ernst Franz Siemens * 1780 Goslar, † 1854 Hannover Arrendatario de una finca e inventor ∞ Georgine Müller (1784–1862) 13 hijos | #8 Ernst Franz Siemens * 1780 Goslar, † 1854 Hannover Arrendatario de una finca e inventor ∞ Georgine Müller (1784–1862) 13 hijos | #8 Ernst Franz Siemens * 1780 Goslar, † 1854 Hannover Arrendatario de una finca e inventor ∞ Georgine Müller (1784–1862) 13 hijos | #8 Ernst Franz Siemens * 1780 Goslar, † 1854 Hannover Arrendatario de una finca e inventor ∞ Georgine Müller (1784–1862) 13 hijos | #8 Ernst Franz Siemens * 1780 Goslar, † 1854 Hannover Arrendatario de una finca e inventor ∞ Georgine Müller (1784–1862) 13 hijos | #8 Ernst Franz Siemens * 1780 Goslar, † 1854 Hannover Arrendatario de una finca e inventor ∞ Georgine Müller (1784–1862) 13 hijos |  |  | | | | | | |  |  |  |  |  |  |  |  |  |  |  |  |  |  |  |  |  |  |  |  |  |  |  |  |  |  |  |  |
| #1 Johann Georg Siemens * 1764 Schauen, † 1827 Langenstein Arrendatario de una finca ∞ Sophie Barkhausen (1776–1808, 1. matrimonio) 6 hijos | #1 Johann Georg Siemens * 1764 Schauen, † 1827 Langenstein Arrendatario de una finca ∞ Sophie Barkhausen (1776–1808, 1. matrimonio) 6 hijos | #1 Johann Georg Siemens * 1764 Schauen, † 1827 Langenstein Arrendatario de una finca ∞ Sophie Barkhausen (1776–1808, 1. matrimonio) 6 hijos | #1 Johann Georg Siemens * 1764 Schauen, † 1827 Langenstein Arrendatario de una finca ∞ Sophie Barkhausen (1776–1808, 1. matrimonio) 6 hijos | #1 Johann Georg Siemens * 1764 Schauen, † 1827 Langenstein Arrendatario de una finca ∞ Sophie Barkhausen (1776–1808, 1. matrimonio) 6 hijos | #1 Johann Georg Siemens * 1764 Schauen, † 1827 Langenstein Arrendatario de una finca ∞ Sophie Barkhausen (1776–1808, 1. matrimonio) 6 hijos | | | #15 Christian Ferdinand Siemens * 1787 Schauen, † 1840 Menzendorf Arrendatario de una finca ∞ Henriette Deichmann (1792–1839) 14 hijos | #15 Christian Ferdinand Siemens * 1787 Schauen, † 1840 Menzendorf Arrendatario de una finca ∞ Henriette Deichmann (1792–1839) 14 hijos | #15 Christian Ferdinand Siemens * 1787 Schauen, † 1840 Menzendorf Arrendatario de una finca ∞ Henriette Deichmann (1792–1839) 14 hijos | #15 Christian Ferdinand Siemens * 1787 Schauen, † 1840 Menzendorf Arrendatario de una finca ∞ Henriette Deichmann (1792–1839) 14 hijos | #15 Christian Ferdinand Siemens * 1787 Schauen, † 1840 Menzendorf Arrendatario de una finca ∞ Henriette Deichmann (1792–1839) 14 hijos | #15 Christian Ferdinand Siemens * 1787 Schauen, † 1840 Menzendorf Arrendatario de una finca ∞ Henriette Deichmann (1792–1839) 14 hijos |  |  | |  |  |  | | | | | | |  |  | #8 Ernst Franz Siemens * 1780 Goslar, † 1854 Hannover Arrendatario de una finca e inventor ∞ Georgine Müller (1784–1862) 13 hijos | #8 Ernst Franz Siemens * 1780 Goslar, † 1854 Hannover Arrendatario de una finca e inventor ∞ Georgine Müller (1784–1862) 13 hijos | #8 Ernst Franz Siemens * 1780 Goslar, † 1854 Hannover Arrendatario de una finca e inventor ∞ Georgine Müller (1784–1862) 13 hijos | #8 Ernst Franz Siemens * 1780 Goslar, † 1854 Hannover Arrendatario de una finca e inventor ∞ Georgine Müller (1784–1862) 13 hijos | #8 Ernst Franz Siemens * 1780 Goslar, † 1854 Hannover Arrendatario de una finca e inventor ∞ Georgine Müller (1784–1862) 13 hijos | #8 Ernst Franz Siemens * 1780 Goslar, † 1854 Hannover Arrendatario de una finca e inventor ∞ Georgine Müller (1784–1862) 13 hijos |  |  | | | | | | |  |  |  |  |  |  |  |  |  |  |  |  |  |  |  |  |  |  |  |  |  |  |  |  |  |  |  |  |
| | | | | | | | | | | | | | |  |  | |  |  |  | | | | | | |  |  | | | | | | |  |  | | | | | | |  |  |  |  |  |  |  |  |  |  |  |  |  |  |  |  |  |  |  |  |  |  |  |  |  |  |  |  |
| #1 Johann Georg Siemens * 1805 Langenstein, † 1879 Ahlsdorf Letrado ∞ Marie von Sperl (1819–1902) 1 hijo                                    | #1 Johann Georg Siemens * 1805 Langenstein, † 1879 Ahlsdorf Letrado ∞ Marie von Sperl (1819–1902) 1 hijo                                    | #1 Johann Georg Siemens * 1805 Langenstein, † 1879 Ahlsdorf Letrado ∞ Marie von Sperl (1819–1902) 1 hijo                                    | #1 Johann Georg Siemens * 1805 Langenstein, † 1879 Ahlsdorf Letrado ∞ Marie von Sperl (1819–1902) 1 hijo                                    | #1 Johann Georg Siemens * 1805 Langenstein, † 1879 Ahlsdorf Letrado ∞ Marie von Sperl (1819–1902) 1 hijo                                    | #1 Johann Georg Siemens * 1805 Langenstein, † 1879 Ahlsdorf Letrado ∞ Marie von Sperl (1819–1902) 1 hijo                                    | | | Werner von Siemens (1816-92) y hermanos Véase abajo                                                                                    | Werner von Siemens (1816-92) y hermanos Véase abajo                                                                                    | Werner von Siemens (1816-92) y hermanos Véase abajo                                                                                    | Werner von Siemens (1816-92) y hermanos Véase abajo                                                                                    | Werner von Siemens (1816-92) y hermanos Véase abajo                                                                                    | Werner von Siemens (1816-92) y hermanos Véase abajo                                                                                    |  |  | |  |  |  | #1 Gustav Siemens * 1806 Aerzen, † 1874 Hannover Abogado y político ∞ Sophie Heise (1818-88) 2 hijos                            | #1 Gustav Siemens * 1806 Aerzen, † 1874 Hannover Abogado y político ∞ Sophie Heise (1818-88) 2 hijos                            | #1 Gustav Siemens * 1806 Aerzen, † 1874 Hannover Abogado y político ∞ Sophie Heise (1818-88) 2 hijos                            | #1 Gustav Siemens * 1806 Aerzen, † 1874 Hannover Abogado y político ∞ Sophie Heise (1818-88) 2 hijos                            | #1 Gustav Siemens * 1806 Aerzen, † 1874 Hannover Abogado y político ∞ Sophie Heise (1818-88) 2 hijos                            | #1 Gustav Siemens * 1806 Aerzen, † 1874 Hannover Abogado y político ∞ Sophie Heise (1818-88) 2 hijos                            |  |  | #3 Carl Georg von Siemens * 1809 Pyrmont, † 1885 Bad Harzburg Profesor de tecnología ∞ Ottilie Denzel (1812-82) 1 hijo            | #3 Carl Georg von Siemens * 1809 Pyrmont, † 1885 Bad Harzburg Profesor de tecnología ∞ Ottilie Denzel (1812-82) 1 hijo            | #3 Carl Georg von Siemens * 1809 Pyrmont, † 1885 Bad Harzburg Profesor de tecnología ∞ Ottilie Denzel (1812-82) 1 hijo            | #3 Carl Georg von Siemens * 1809 Pyrmont, † 1885 Bad Harzburg Profesor de tecnología ∞ Ottilie Denzel (1812-82) 1 hijo            | #3 Carl Georg von Siemens * 1809 Pyrmont, † 1885 Bad Harzburg Profesor de tecnología ∞ Ottilie Denzel (1812-82) 1 hijo            | #3 Carl Georg von Siemens * 1809 Pyrmont, † 1885 Bad Harzburg Profesor de tecnología ∞ Ottilie Denzel (1812-82) 1 hijo            |  |  | #4 Adolf Siemens * 1811 Pyrmont, † 1887 Berlín General de artillería e inventor ∞ Antonie Cleve (1827-96) 2 hijos | #4 Adolf Siemens * 1811 Pyrmont, † 1887 Berlín General de artillería e inventor ∞ Antonie Cleve (1827-96) 2 hijos | #4 Adolf Siemens * 1811 Pyrmont, † 1887 Berlín General de artillería e inventor ∞ Antonie Cleve (1827-96) 2 hijos | #4 Adolf Siemens * 1811 Pyrmont, † 1887 Berlín General de artillería e inventor ∞ Antonie Cleve (1827-96) 2 hijos | #4 Adolf Siemens * 1811 Pyrmont, † 1887 Berlín General de artillería e inventor ∞ Antonie Cleve (1827-96) 2 hijos | #4 Adolf Siemens * 1811 Pyrmont, † 1887 Berlín General de artillería e inventor ∞ Antonie Cleve (1827-96) 2 hijos |  |  |  |  |  |  |  |  |  |  |  |  |  |  |  |  |  |  |  |  |  |  |  |  |  |  |  |  |
| #1 Johann Georg Siemens * 1805 Langenstein, † 1879 Ahlsdorf Letrado ∞ Marie von Sperl (1819–1902) 1 hijo                                    | #1 Johann Georg Siemens * 1805 Langenstein, † 1879 Ahlsdorf Letrado ∞ Marie von Sperl (1819–1902) 1 hijo                                    | #1 Johann Georg Siemens * 1805 Langenstein, † 1879 Ahlsdorf Letrado ∞ Marie von Sperl (1819–1902) 1 hijo                                    | #1 Johann Georg Siemens * 1805 Langenstein, † 1879 Ahlsdorf Letrado ∞ Marie von Sperl (1819–1902) 1 hijo                                    | #1 Johann Georg Siemens * 1805 Langenstein, † 1879 Ahlsdorf Letrado ∞ Marie von Sperl (1819–1902) 1 hijo                                    | #1 Johann Georg Siemens * 1805 Langenstein, † 1879 Ahlsdorf Letrado ∞ Marie von Sperl (1819–1902) 1 hijo                                    | | | Werner von Siemens (1816-92) y hermanos Véase abajo                                                                                    | Werner von Siemens (1816-92) y hermanos Véase abajo                                                                                    | Werner von Siemens (1816-92) y hermanos Véase abajo                                                                                    | Werner von Siemens (1816-92) y hermanos Véase abajo                                                                                    | Werner von Siemens (1816-92) y hermanos Véase abajo                                                                                    | Werner von Siemens (1816-92) y hermanos Véase abajo                                                                                    |  |  | |  |  |  | #1 Gustav Siemens * 1806 Aerzen, † 1874 Hannover Abogado y político ∞ Sophie Heise (1818-88) 2 hijos                            | #1 Gustav Siemens * 1806 Aerzen, † 1874 Hannover Abogado y político ∞ Sophie Heise (1818-88) 2 hijos                            | #1 Gustav Siemens * 1806 Aerzen, † 1874 Hannover Abogado y político ∞ Sophie Heise (1818-88) 2 hijos                            | #1 Gustav Siemens * 1806 Aerzen, † 1874 Hannover Abogado y político ∞ Sophie Heise (1818-88) 2 hijos                            | #1 Gustav Siemens * 1806 Aerzen, † 1874 Hannover Abogado y político ∞ Sophie Heise (1818-88) 2 hijos                            | #1 Gustav Siemens * 1806 Aerzen, † 1874 Hannover Abogado y político ∞ Sophie Heise (1818-88) 2 hijos                            |  |  | #3 Carl Georg von Siemens * 1809 Pyrmont, † 1885 Bad Harzburg Profesor de tecnología ∞ Ottilie Denzel (1812-82) 1 hijo            | #3 Carl Georg von Siemens * 1809 Pyrmont, † 1885 Bad Harzburg Profesor de tecnología ∞ Ottilie Denzel (1812-82) 1 hijo            | #3 Carl Georg von Siemens * 1809 Pyrmont, † 1885 Bad Harzburg Profesor de tecnología ∞ Ottilie Denzel (1812-82) 1 hijo            | #3 Carl Georg von Siemens * 1809 Pyrmont, † 1885 Bad Harzburg Profesor de tecnología ∞ Ottilie Denzel (1812-82) 1 hijo            | #3 Carl Georg von Siemens * 1809 Pyrmont, † 1885 Bad Harzburg Profesor de tecnología ∞ Ottilie Denzel (1812-82) 1 hijo            | #3 Carl Georg von Siemens * 1809 Pyrmont, † 1885 Bad Harzburg Profesor de tecnología ∞ Ottilie Denzel (1812-82) 1 hijo            |  |  | #4 Adolf Siemens * 1811 Pyrmont, † 1887 Berlín General de artillería e inventor ∞ Antonie Cleve (1827-96) 2 hijos | #4 Adolf Siemens * 1811 Pyrmont, † 1887 Berlín General de artillería e inventor ∞ Antonie Cleve (1827-96) 2 hijos | #4 Adolf Siemens * 1811 Pyrmont, † 1887 Berlín General de artillería e inventor ∞ Antonie Cleve (1827-96) 2 hijos | #4 Adolf Siemens * 1811 Pyrmont, † 1887 Berlín General de artillería e inventor ∞ Antonie Cleve (1827-96) 2 hijos | #4 Adolf Siemens * 1811 Pyrmont, † 1887 Berlín General de artillería e inventor ∞ Antonie Cleve (1827-96) 2 hijos | #4 Adolf Siemens * 1811 Pyrmont, † 1887 Berlín General de artillería e inventor ∞ Antonie Cleve (1827-96) 2 hijos |  |  |  |  |  |  |  |  |  |  |  |  |  |  |  |  |  |  |  |  |  |  |  |  |  |  |  |  |
| #1 Georg von Siemens * 1839 Torgau, † 1901 Berlin Director y fundador del Deutsche Bank ∞ Elise Görz (1850–1938) 6 hijos                    | #1 Georg von Siemens * 1839 Torgau, † 1901 Berlin Director y fundador del Deutsche Bank ∞ Elise Görz (1850–1938) 6 hijos                    | #1 Georg von Siemens * 1839 Torgau, † 1901 Berlin Director y fundador del Deutsche Bank ∞ Elise Görz (1850–1938) 6 hijos                    | #1 Georg von Siemens * 1839 Torgau, † 1901 Berlin Director y fundador del Deutsche Bank ∞ Elise Görz (1850–1938) 6 hijos                    | #1 Georg von Siemens * 1839 Torgau, † 1901 Berlin Director y fundador del Deutsche Bank ∞ Elise Görz (1850–1938) 6 hijos                    | #1 Georg von Siemens * 1839 Torgau, † 1901 Berlin Director y fundador del Deutsche Bank ∞ Elise Görz (1850–1938) 6 hijos                    | | | | | | | | |  |  | |  |  |  | #1 Alexander Siemens * 1847 Hannover † 1928 Milford-on-Sea/Inglaterra Empresario* e ingeniero ∞ Louisa Dodwell († 1934) 3 hijos | #1 Alexander Siemens * 1847 Hannover † 1928 Milford-on-Sea/Inglaterra Empresario* e ingeniero ∞ Louisa Dodwell († 1934) 3 hijos | #1 Alexander Siemens * 1847 Hannover † 1928 Milford-on-Sea/Inglaterra Empresario* e ingeniero ∞ Louisa Dodwell († 1934) 3 hijos | #1 Alexander Siemens * 1847 Hannover † 1928 Milford-on-Sea/Inglaterra Empresario* e ingeniero ∞ Louisa Dodwell († 1934) 3 hijos | #1 Alexander Siemens * 1847 Hannover † 1928 Milford-on-Sea/Inglaterra Empresario* e ingeniero ∞ Louisa Dodwell († 1934) 3 hijos | #1 Alexander Siemens * 1847 Hannover † 1928 Milford-on-Sea/Inglaterra Empresario* e ingeniero ∞ Louisa Dodwell († 1934) 3 hijos |  |  | #1 Werner von Siemens (1816-92) ∞ Antonie Siemens * 1840 Hohenheim, † 1900 Berlín (2. matrimonio) 2 hijos                         | #1 Werner von Siemens (1816-92) ∞ Antonie Siemens * 1840 Hohenheim, † 1900 Berlín (2. matrimonio) 2 hijos                         | #1 Werner von Siemens (1816-92) ∞ Antonie Siemens * 1840 Hohenheim, † 1900 Berlín (2. matrimonio) 2 hijos                         | #1 Werner von Siemens (1816-92) ∞ Antonie Siemens * 1840 Hohenheim, † 1900 Berlín (2. matrimonio) 2 hijos                         | #1 Werner von Siemens (1816-92) ∞ Antonie Siemens * 1840 Hohenheim, † 1900 Berlín (2. matrimonio) 2 hijos                         | #1 Werner von Siemens (1816-92) ∞ Antonie Siemens * 1840 Hohenheim, † 1900 Berlín (2. matrimonio) 2 hijos                         |  |  | | | | | | |  |  |  |  |  |  |  |  |  |  |  |  |  |  |  |  |  |  |  |  |  |  |  |  |  |  |  |  |

### Descendientes de Christian Ferdinand Siemens (extracto parcial)
Generaciones 7–12
| | | | | | |  |  | | | | | | | | | | | | | | | Christian Ferdinand Siemens * 1787 Schauen, † 1840 Menzendorf Arrendatario de una finca ∞ Henriette Deichmann (1792–1839) 14 hijos   | |  |  | | | | | | |  |  | | | | | | |  |  | | | | | | |  |  |  |  |  |  |  |  |  |  |  |  |  |  |  |  |  |  |  |  |  |  |  |  |  |  |  |  |  |  |  |  |
| | | | | | |  |  | | | | | | | | | | | | | | | | |  |  | | | | | | |  |  | | | | | | |  |  | | | | | | |  |  |  |  |  |  |  |  |  |  |  |  |  |  |  |  |  |  |  |  |  |  |  |  |  |  |  |  |  |  |  |  |
| | | | | | |  |  | | | | | | | | | | | | | | | | |  |  | | | | | | |  |  | | | | | | |  |  | | | | | | |  |  |  |  |  |  |  |  |  |  |  |  |  |  |  |  |  |  |  |  |  |  |  |  |  |  |  |  |  |  |  |  |
| #4 Werner von Siemens * 1816 Lenthe † 1892 Charlottenburg Inventor, fundador de Siemens & Halske* ∞ Mathilde Drumann (1824-65) ∞ Antonie Siemens (1840–1900) 6 hijos (4 con Mathilde, 2 con Antonie)                   | #4 Werner von Siemens * 1816 Lenthe † 1892 Charlottenburg Inventor, fundador de Siemens & Halske* ∞ Mathilde Drumann (1824-65) ∞ Antonie Siemens (1840–1900) 6 hijos (4 con Mathilde, 2 con Antonie)                   | #4 Werner von Siemens * 1816 Lenthe † 1892 Charlottenburg Inventor, fundador de Siemens & Halske* ∞ Mathilde Drumann (1824-65) ∞ Antonie Siemens (1840–1900) 6 hijos (4 con Mathilde, 2 con Antonie)                   | #4 Werner von Siemens * 1816 Lenthe † 1892 Charlottenburg Inventor, fundador de Siemens & Halske* ∞ Mathilde Drumann (1824-65) ∞ Antonie Siemens (1840–1900) 6 hijos (4 con Mathilde, 2 con Antonie)                   | #4 Werner von Siemens * 1816 Lenthe † 1892 Charlottenburg Inventor, fundador de Siemens & Halske* ∞ Mathilde Drumann (1824-65) ∞ Antonie Siemens (1840–1900) 6 hijos (4 con Mathilde, 2 con Antonie)                   | #4 Werner von Siemens * 1816 Lenthe † 1892 Charlottenburg Inventor, fundador de Siemens & Halske* ∞ Mathilde Drumann (1824-65) ∞ Antonie Siemens (1840–1900) 6 hijos (4 con Mathilde, 2 con Antonie)                   |  |  | | | #5 Hans Siemens * 1818 Lenthe † 1867 Löbtau Propietario de una fábrica de vidrio e inventor ∞ Alma Müller (1831–1914) 5 hijos                                                                                                  | #5 Hans Siemens * 1818 Lenthe † 1867 Löbtau Propietario de una fábrica de vidrio e inventor ∞ Alma Müller (1831–1914) 5 hijos                                                                                                  | #5 Hans Siemens * 1818 Lenthe † 1867 Löbtau Propietario de una fábrica de vidrio e inventor ∞ Alma Müller (1831–1914) 5 hijos                                                                                                  | #5 Hans Siemens * 1818 Lenthe † 1867 Löbtau Propietario de una fábrica de vidrio e inventor ∞ Alma Müller (1831–1914) 5 hijos                                                                                                  | #5 Hans Siemens * 1818 Lenthe † 1867 Löbtau Propietario de una fábrica de vidrio e inventor ∞ Alma Müller (1831–1914) 5 hijos | #5 Hans Siemens * 1818 Lenthe † 1867 Löbtau Propietario de una fábrica de vidrio e inventor ∞ Alma Müller (1831–1914) 5 hijos | | | #6 Ferdinand Siemens * 1820 Lenthe † 1893 Piontken Propietario de una finca en Prusia Oriental ∞ Eulalia Hertzog (1835–1916) 4 hijos | #6 Ferdinand Siemens * 1820 Lenthe † 1893 Piontken Propietario de una finca en Prusia Oriental ∞ Eulalia Hertzog (1835–1916) 4 hijos | #6 Ferdinand Siemens * 1820 Lenthe † 1893 Piontken Propietario de una finca en Prusia Oriental ∞ Eulalia Hertzog (1835–1916) 4 hijos | #6 Ferdinand Siemens * 1820 Lenthe † 1893 Piontken Propietario de una finca en Prusia Oriental ∞ Eulalia Hertzog (1835–1916) 4 hijos | #6 Ferdinand Siemens * 1820 Lenthe † 1893 Piontken Propietario de una finca en Prusia Oriental ∞ Eulalia Hertzog (1835–1916) 4 hijos | #6 Ferdinand Siemens * 1820 Lenthe † 1893 Piontken Propietario de una finca en Prusia Oriental ∞ Eulalia Hertzog (1835–1916) 4 hijos |  |  | #8 Sir William Siemens * 1823 Lenthe † 1883 Sherwood/Inglaterra Inventor y empresario (cofundador y copropietario de Siemens Brothers Ltd, Londres)* ∞ Anne Gordon (1821–1901) sin hijos | #8 Sir William Siemens * 1823 Lenthe † 1883 Sherwood/Inglaterra Inventor y empresario (cofundador y copropietario de Siemens Brothers Ltd, Londres)* ∞ Anne Gordon (1821–1901) sin hijos | #8 Sir William Siemens * 1823 Lenthe † 1883 Sherwood/Inglaterra Inventor y empresario (cofundador y copropietario de Siemens Brothers Ltd, Londres)* ∞ Anne Gordon (1821–1901) sin hijos | #8 Sir William Siemens * 1823 Lenthe † 1883 Sherwood/Inglaterra Inventor y empresario (cofundador y copropietario de Siemens Brothers Ltd, Londres)* ∞ Anne Gordon (1821–1901) sin hijos | #8 Sir William Siemens * 1823 Lenthe † 1883 Sherwood/Inglaterra Inventor y empresario (cofundador y copropietario de Siemens Brothers Ltd, Londres)* ∞ Anne Gordon (1821–1901) sin hijos | #8 Sir William Siemens * 1823 Lenthe † 1883 Sherwood/Inglaterra Inventor y empresario (cofundador y copropietario de Siemens Brothers Ltd, Londres)* ∞ Anne Gordon (1821–1901) sin hijos |  |  | #9 Friedrich Siemens * 1826 Menzendorf † 1904 Dresde Propietario de una fábrica de vidrio e inventor ∞ Elise Witthauer (1843–1919) 6 hijos                                                                     | #9 Friedrich Siemens * 1826 Menzendorf † 1904 Dresde Propietario de una fábrica de vidrio e inventor ∞ Elise Witthauer (1843–1919) 6 hijos                                                                     | #9 Friedrich Siemens * 1826 Menzendorf † 1904 Dresde Propietario de una fábrica de vidrio e inventor ∞ Elise Witthauer (1843–1919) 6 hijos                                                                     | #9 Friedrich Siemens * 1826 Menzendorf † 1904 Dresde Propietario de una fábrica de vidrio e inventor ∞ Elise Witthauer (1843–1919) 6 hijos                                                                     | #9 Friedrich Siemens * 1826 Menzendorf † 1904 Dresde Propietario de una fábrica de vidrio e inventor ∞ Elise Witthauer (1843–1919) 6 hijos                                                                     | #9 Friedrich Siemens * 1826 Menzendorf † 1904 Dresde Propietario de una fábrica de vidrio e inventor ∞ Elise Witthauer (1843–1919) 6 hijos                                                                     |  |  | #10 Carl von Siemens * 1829 Menzendorf † 1906 Menton/Frankreich, empresario*, 1. Presidente del consejo de Siemens & Halske AG (1897-1904) ∞ Marie von Kapherr (1836-69) 5 hijos | #10 Carl von Siemens * 1829 Menzendorf † 1906 Menton/Frankreich, empresario*, 1. Presidente del consejo de Siemens & Halske AG (1897-1904) ∞ Marie von Kapherr (1836-69) 5 hijos | #10 Carl von Siemens * 1829 Menzendorf † 1906 Menton/Frankreich, empresario*, 1. Presidente del consejo de Siemens & Halske AG (1897-1904) ∞ Marie von Kapherr (1836-69) 5 hijos | #10 Carl von Siemens * 1829 Menzendorf † 1906 Menton/Frankreich, empresario*, 1. Presidente del consejo de Siemens & Halske AG (1897-1904) ∞ Marie von Kapherr (1836-69) 5 hijos | #10 Carl von Siemens * 1829 Menzendorf † 1906 Menton/Frankreich, empresario*, 1. Presidente del consejo de Siemens & Halske AG (1897-1904) ∞ Marie von Kapherr (1836-69) 5 hijos | #10 Carl von Siemens * 1829 Menzendorf † 1906 Menton/Frankreich, empresario*, 1. Presidente del consejo de Siemens & Halske AG (1897-1904) ∞ Marie von Kapherr (1836-69) 5 hijos |  |  |  |  |  |  |  |  |  |  |  |  |  |  |  |  |  |  |  |  |  |  |  |  |  |  |  |  |  |  |  |  |
| #4 Werner von Siemens * 1816 Lenthe † 1892 Charlottenburg Inventor, fundador de Siemens & Halske* ∞ Mathilde Drumann (1824-65) ∞ Antonie Siemens (1840–1900) 6 hijos (4 con Mathilde, 2 con Antonie)                   | #4 Werner von Siemens * 1816 Lenthe † 1892 Charlottenburg Inventor, fundador de Siemens & Halske* ∞ Mathilde Drumann (1824-65) ∞ Antonie Siemens (1840–1900) 6 hijos (4 con Mathilde, 2 con Antonie)                   | #4 Werner von Siemens * 1816 Lenthe † 1892 Charlottenburg Inventor, fundador de Siemens & Halske* ∞ Mathilde Drumann (1824-65) ∞ Antonie Siemens (1840–1900) 6 hijos (4 con Mathilde, 2 con Antonie)                   | #4 Werner von Siemens * 1816 Lenthe † 1892 Charlottenburg Inventor, fundador de Siemens & Halske* ∞ Mathilde Drumann (1824-65) ∞ Antonie Siemens (1840–1900) 6 hijos (4 con Mathilde, 2 con Antonie)                   | #4 Werner von Siemens * 1816 Lenthe † 1892 Charlottenburg Inventor, fundador de Siemens & Halske* ∞ Mathilde Drumann (1824-65) ∞ Antonie Siemens (1840–1900) 6 hijos (4 con Mathilde, 2 con Antonie)                   | #4 Werner von Siemens * 1816 Lenthe † 1892 Charlottenburg Inventor, fundador de Siemens & Halske* ∞ Mathilde Drumann (1824-65) ∞ Antonie Siemens (1840–1900) 6 hijos (4 con Mathilde, 2 con Antonie)                   |  |  | | | #5 Hans Siemens * 1818 Lenthe † 1867 Löbtau Propietario de una fábrica de vidrio e inventor ∞ Alma Müller (1831–1914) 5 hijos                                                                                                  | #5 Hans Siemens * 1818 Lenthe † 1867 Löbtau Propietario de una fábrica de vidrio e inventor ∞ Alma Müller (1831–1914) 5 hijos                                                                                                  | #5 Hans Siemens * 1818 Lenthe † 1867 Löbtau Propietario de una fábrica de vidrio e inventor ∞ Alma Müller (1831–1914) 5 hijos                                                                                                  | #5 Hans Siemens * 1818 Lenthe † 1867 Löbtau Propietario de una fábrica de vidrio e inventor ∞ Alma Müller (1831–1914) 5 hijos                                                                                                  | #5 Hans Siemens * 1818 Lenthe † 1867 Löbtau Propietario de una fábrica de vidrio e inventor ∞ Alma Müller (1831–1914) 5 hijos | #5 Hans Siemens * 1818 Lenthe † 1867 Löbtau Propietario de una fábrica de vidrio e inventor ∞ Alma Müller (1831–1914) 5 hijos | | | #6 Ferdinand Siemens * 1820 Lenthe † 1893 Piontken Propietario de una finca en Prusia Oriental ∞ Eulalia Hertzog (1835–1916) 4 hijos | #6 Ferdinand Siemens * 1820 Lenthe † 1893 Piontken Propietario de una finca en Prusia Oriental ∞ Eulalia Hertzog (1835–1916) 4 hijos | #6 Ferdinand Siemens * 1820 Lenthe † 1893 Piontken Propietario de una finca en Prusia Oriental ∞ Eulalia Hertzog (1835–1916) 4 hijos | #6 Ferdinand Siemens * 1820 Lenthe † 1893 Piontken Propietario de una finca en Prusia Oriental ∞ Eulalia Hertzog (1835–1916) 4 hijos | #6 Ferdinand Siemens * 1820 Lenthe † 1893 Piontken Propietario de una finca en Prusia Oriental ∞ Eulalia Hertzog (1835–1916) 4 hijos | #6 Ferdinand Siemens * 1820 Lenthe † 1893 Piontken Propietario de una finca en Prusia Oriental ∞ Eulalia Hertzog (1835–1916) 4 hijos |  |  | #8 Sir William Siemens * 1823 Lenthe † 1883 Sherwood/Inglaterra Inventor y empresario (cofundador y copropietario de Siemens Brothers Ltd, Londres)* ∞ Anne Gordon (1821–1901) sin hijos | #8 Sir William Siemens * 1823 Lenthe † 1883 Sherwood/Inglaterra Inventor y empresario (cofundador y copropietario de Siemens Brothers Ltd, Londres)* ∞ Anne Gordon (1821–1901) sin hijos | #8 Sir William Siemens * 1823 Lenthe † 1883 Sherwood/Inglaterra Inventor y empresario (cofundador y copropietario de Siemens Brothers Ltd, Londres)* ∞ Anne Gordon (1821–1901) sin hijos | #8 Sir William Siemens * 1823 Lenthe † 1883 Sherwood/Inglaterra Inventor y empresario (cofundador y copropietario de Siemens Brothers Ltd, Londres)* ∞ Anne Gordon (1821–1901) sin hijos | #8 Sir William Siemens * 1823 Lenthe † 1883 Sherwood/Inglaterra Inventor y empresario (cofundador y copropietario de Siemens Brothers Ltd, Londres)* ∞ Anne Gordon (1821–1901) sin hijos | #8 Sir William Siemens * 1823 Lenthe † 1883 Sherwood/Inglaterra Inventor y empresario (cofundador y copropietario de Siemens Brothers Ltd, Londres)* ∞ Anne Gordon (1821–1901) sin hijos |  |  | #9 Friedrich Siemens * 1826 Menzendorf † 1904 Dresde Propietario de una fábrica de vidrio e inventor ∞ Elise Witthauer (1843–1919) 6 hijos                                                                     | #9 Friedrich Siemens * 1826 Menzendorf † 1904 Dresde Propietario de una fábrica de vidrio e inventor ∞ Elise Witthauer (1843–1919) 6 hijos                                                                     | #9 Friedrich Siemens * 1826 Menzendorf † 1904 Dresde Propietario de una fábrica de vidrio e inventor ∞ Elise Witthauer (1843–1919) 6 hijos                                                                     | #9 Friedrich Siemens * 1826 Menzendorf † 1904 Dresde Propietario de una fábrica de vidrio e inventor ∞ Elise Witthauer (1843–1919) 6 hijos                                                                     | #9 Friedrich Siemens * 1826 Menzendorf † 1904 Dresde Propietario de una fábrica de vidrio e inventor ∞ Elise Witthauer (1843–1919) 6 hijos                                                                     | #9 Friedrich Siemens * 1826 Menzendorf † 1904 Dresde Propietario de una fábrica de vidrio e inventor ∞ Elise Witthauer (1843–1919) 6 hijos                                                                     |  |  | #10 Carl von Siemens * 1829 Menzendorf † 1906 Menton/Frankreich, empresario*, 1. Presidente del consejo de Siemens & Halske AG (1897-1904) ∞ Marie von Kapherr (1836-69) 5 hijos | #10 Carl von Siemens * 1829 Menzendorf † 1906 Menton/Frankreich, empresario*, 1. Presidente del consejo de Siemens & Halske AG (1897-1904) ∞ Marie von Kapherr (1836-69) 5 hijos | #10 Carl von Siemens * 1829 Menzendorf † 1906 Menton/Frankreich, empresario*, 1. Presidente del consejo de Siemens & Halske AG (1897-1904) ∞ Marie von Kapherr (1836-69) 5 hijos | #10 Carl von Siemens * 1829 Menzendorf † 1906 Menton/Frankreich, empresario*, 1. Presidente del consejo de Siemens & Halske AG (1897-1904) ∞ Marie von Kapherr (1836-69) 5 hijos | #10 Carl von Siemens * 1829 Menzendorf † 1906 Menton/Frankreich, empresario*, 1. Presidente del consejo de Siemens & Halske AG (1897-1904) ∞ Marie von Kapherr (1836-69) 5 hijos | #10 Carl von Siemens * 1829 Menzendorf † 1906 Menton/Frankreich, empresario*, 1. Presidente del consejo de Siemens & Halske AG (1897-1904) ∞ Marie von Kapherr (1836-69) 5 hijos |  |  |  |  |  |  |  |  |  |  |  |  |  |  |  |  |  |  |  |  |  |  |  |  |  |  |  |  |  |  |  |  |
| | | | | | |  |  | | | | | | | | | | | | | | | | |  |  | | | | | | |  |  | | | | | | |  |  | | | | | | |  |  |  |  |  |  |  |  |  |  |  |  |  |  |  |  |  |  |  |  |  |  |  |  |  |  |  |  |  |  |  |  |
| | | | | | |  |  | | | | | | | | | | | | | | | | |  |  | | | | | | |  |  | | | | | | |  |  | | | | | | |  |  |  |  |  |  |  |  |  |  |  |  |  |  |  |  |  |  |  |  |  |  |  |  |  |  |  |  |  |  |  |  |
| #1 Arnold von Siemens * 1853 Berlín † 1918 Berlín Empresario*, presidente del consejo de Siemens & Halske AG (1904-1918) ∞ Ellen von Helmholtz (1864–1941) 5 hijos                                                     | #1 Arnold von Siemens * 1853 Berlín † 1918 Berlín Empresario*, presidente del consejo de Siemens & Halske AG (1904-1918) ∞ Ellen von Helmholtz (1864–1941) 5 hijos                                                     | #1 Arnold von Siemens * 1853 Berlín † 1918 Berlín Empresario*, presidente del consejo de Siemens & Halske AG (1904-1918) ∞ Ellen von Helmholtz (1864–1941) 5 hijos                                                     | #1 Arnold von Siemens * 1853 Berlín † 1918 Berlín Empresario*, presidente del consejo de Siemens & Halske AG (1904-1918) ∞ Ellen von Helmholtz (1864–1941) 5 hijos                                                     | #1 Arnold von Siemens * 1853 Berlín † 1918 Berlín Empresario*, presidente del consejo de Siemens & Halske AG (1904-1918) ∞ Ellen von Helmholtz (1864–1941) 5 hijos                                                     | #1 Arnold von Siemens * 1853 Berlín † 1918 Berlín Empresario*, presidente del consejo de Siemens & Halske AG (1904-1918) ∞ Ellen von Helmholtz (1864–1941) 5 hijos                                                     |  |  | #2 Georg Wilhelm von Siemens * 1855 Berlín † 1919 Arosa/Schweiz Empresario e inventor, presidente del consejo de Siemens-Schuckertwerke AG (1903-1918) y de Siemens & Halske AG (1918-1919) ∞ Elly Siemens (1860–1919) 2 hijos | #2 Georg Wilhelm von Siemens * 1855 Berlín † 1919 Arosa/Schweiz Empresario e inventor, presidente del consejo de Siemens-Schuckertwerke AG (1903-1918) y de Siemens & Halske AG (1918-1919) ∞ Elly Siemens (1860–1919) 2 hijos | #2 Georg Wilhelm von Siemens * 1855 Berlín † 1919 Arosa/Schweiz Empresario e inventor, presidente del consejo de Siemens-Schuckertwerke AG (1903-1918) y de Siemens & Halske AG (1918-1919) ∞ Elly Siemens (1860–1919) 2 hijos | #2 Georg Wilhelm von Siemens * 1855 Berlín † 1919 Arosa/Schweiz Empresario e inventor, presidente del consejo de Siemens-Schuckertwerke AG (1903-1918) y de Siemens & Halske AG (1918-1919) ∞ Elly Siemens (1860–1919) 2 hijos | #2 Georg Wilhelm von Siemens * 1855 Berlín † 1919 Arosa/Schweiz Empresario e inventor, presidente del consejo de Siemens-Schuckertwerke AG (1903-1918) y de Siemens & Halske AG (1918-1919) ∞ Elly Siemens (1860–1919) 2 hijos | #2 Georg Wilhelm von Siemens * 1855 Berlín † 1919 Arosa/Schweiz Empresario e inventor, presidente del consejo de Siemens-Schuckertwerke AG (1903-1918) y de Siemens & Halske AG (1918-1919) ∞ Elly Siemens (1860–1919) 2 hijos | | | #6 Carl Friedrich von Siemens * 1872 Charlottenburg † 1941 Heinenhof Empresario*, presidente de los consejos de Siemens & Halske AG y Siemens-Schuckertwerke AG (1919-1941) ∞ Tutty Bötzow (1878–1935, 2. matrimonio) 2 hijos                                                                            | #6 Carl Friedrich von Siemens * 1872 Charlottenburg † 1941 Heinenhof Empresario*, presidente de los consejos de Siemens & Halske AG y Siemens-Schuckertwerke AG (1919-1941) ∞ Tutty Bötzow (1878–1935, 2. matrimonio) 2 hijos                                                                            | #6 Carl Friedrich von Siemens * 1872 Charlottenburg † 1941 Heinenhof Empresario*, presidente de los consejos de Siemens & Halske AG y Siemens-Schuckertwerke AG (1919-1941) ∞ Tutty Bötzow (1878–1935, 2. matrimonio) 2 hijos                                                                            | #6 Carl Friedrich von Siemens * 1872 Charlottenburg † 1941 Heinenhof Empresario*, presidente de los consejos de Siemens & Halske AG y Siemens-Schuckertwerke AG (1919-1941) ∞ Tutty Bötzow (1878–1935, 2. matrimonio) 2 hijos                                                                            | #6 Carl Friedrich von Siemens * 1872 Charlottenburg † 1941 Heinenhof Empresario*, presidente de los consejos de Siemens & Halske AG y Siemens-Schuckertwerke AG (1919-1941) ∞ Tutty Bötzow (1878–1935, 2. matrimonio) 2 hijos                                                                            | #6 Carl Friedrich von Siemens * 1872 Charlottenburg † 1941 Heinenhof Empresario*, presidente de los consejos de Siemens & Halske AG y Siemens-Schuckertwerke AG (1919-1941) ∞ Tutty Bötzow (1878–1935, 2. matrimonio) 2 hijos                                                                            | | |  |  | | | | | | |  |  | #4 Friedrich Carl Siemens * 1877 Dresde † 1952 Berlín Empresario*, presidente de los consejos de Siemens & Halske AG y Siemens-Schuckertwerke AG (1946-1948) ∞ Bertha Yorck von Wartenburg (1899–1950) 4 hijos | #4 Friedrich Carl Siemens * 1877 Dresde † 1952 Berlín Empresario*, presidente de los consejos de Siemens & Halske AG y Siemens-Schuckertwerke AG (1946-1948) ∞ Bertha Yorck von Wartenburg (1899–1950) 4 hijos | #4 Friedrich Carl Siemens * 1877 Dresde † 1952 Berlín Empresario*, presidente de los consejos de Siemens & Halske AG y Siemens-Schuckertwerke AG (1946-1948) ∞ Bertha Yorck von Wartenburg (1899–1950) 4 hijos | #4 Friedrich Carl Siemens * 1877 Dresde † 1952 Berlín Empresario*, presidente de los consejos de Siemens & Halske AG y Siemens-Schuckertwerke AG (1946-1948) ∞ Bertha Yorck von Wartenburg (1899–1950) 4 hijos | #4 Friedrich Carl Siemens * 1877 Dresde † 1952 Berlín Empresario*, presidente de los consejos de Siemens & Halske AG y Siemens-Schuckertwerke AG (1946-1948) ∞ Bertha Yorck von Wartenburg (1899–1950) 4 hijos | #4 Friedrich Carl Siemens * 1877 Dresde † 1952 Berlín Empresario*, presidente de los consejos de Siemens & Halske AG y Siemens-Schuckertwerke AG (1946-1948) ∞ Bertha Yorck von Wartenburg (1899–1950) 4 hijos |  |  | | | | | | |  |  |  |  |  |  |  |  |  |  |  |  |  |  |  |  |  |  |  |  |  |  |  |  |  |  |  |  |  |  |  |  |
| #1 Arnold von Siemens * 1853 Berlín † 1918 Berlín Empresario*, presidente del consejo de Siemens & Halske AG (1904-1918) ∞ Ellen von Helmholtz (1864–1941) 5 hijos                                                     | #1 Arnold von Siemens * 1853 Berlín † 1918 Berlín Empresario*, presidente del consejo de Siemens & Halske AG (1904-1918) ∞ Ellen von Helmholtz (1864–1941) 5 hijos                                                     | #1 Arnold von Siemens * 1853 Berlín † 1918 Berlín Empresario*, presidente del consejo de Siemens & Halske AG (1904-1918) ∞ Ellen von Helmholtz (1864–1941) 5 hijos                                                     | #1 Arnold von Siemens * 1853 Berlín † 1918 Berlín Empresario*, presidente del consejo de Siemens & Halske AG (1904-1918) ∞ Ellen von Helmholtz (1864–1941) 5 hijos                                                     | #1 Arnold von Siemens * 1853 Berlín † 1918 Berlín Empresario*, presidente del consejo de Siemens & Halske AG (1904-1918) ∞ Ellen von Helmholtz (1864–1941) 5 hijos                                                     | #1 Arnold von Siemens * 1853 Berlín † 1918 Berlín Empresario*, presidente del consejo de Siemens & Halske AG (1904-1918) ∞ Ellen von Helmholtz (1864–1941) 5 hijos                                                     |  |  | #2 Georg Wilhelm von Siemens * 1855 Berlín † 1919 Arosa/Schweiz Empresario e inventor, presidente del consejo de Siemens-Schuckertwerke AG (1903-1918) y de Siemens & Halske AG (1918-1919) ∞ Elly Siemens (1860–1919) 2 hijos | #2 Georg Wilhelm von Siemens * 1855 Berlín † 1919 Arosa/Schweiz Empresario e inventor, presidente del consejo de Siemens-Schuckertwerke AG (1903-1918) y de Siemens & Halske AG (1918-1919) ∞ Elly Siemens (1860–1919) 2 hijos | #2 Georg Wilhelm von Siemens * 1855 Berlín † 1919 Arosa/Schweiz Empresario e inventor, presidente del consejo de Siemens-Schuckertwerke AG (1903-1918) y de Siemens & Halske AG (1918-1919) ∞ Elly Siemens (1860–1919) 2 hijos | #2 Georg Wilhelm von Siemens * 1855 Berlín † 1919 Arosa/Schweiz Empresario e inventor, presidente del consejo de Siemens-Schuckertwerke AG (1903-1918) y de Siemens & Halske AG (1918-1919) ∞ Elly Siemens (1860–1919) 2 hijos | #2 Georg Wilhelm von Siemens * 1855 Berlín † 1919 Arosa/Schweiz Empresario e inventor, presidente del consejo de Siemens-Schuckertwerke AG (1903-1918) y de Siemens & Halske AG (1918-1919) ∞ Elly Siemens (1860–1919) 2 hijos | #2 Georg Wilhelm von Siemens * 1855 Berlín † 1919 Arosa/Schweiz Empresario e inventor, presidente del consejo de Siemens-Schuckertwerke AG (1903-1918) y de Siemens & Halske AG (1918-1919) ∞ Elly Siemens (1860–1919) 2 hijos | | | #6 Carl Friedrich von Siemens * 1872 Charlottenburg † 1941 Heinenhof Empresario*, presidente de los consejos de Siemens & Halske AG y Siemens-Schuckertwerke AG (1919-1941) ∞ Tutty Bötzow (1878–1935, 2. matrimonio) 2 hijos                                                                            | #6 Carl Friedrich von Siemens * 1872 Charlottenburg † 1941 Heinenhof Empresario*, presidente de los consejos de Siemens & Halske AG y Siemens-Schuckertwerke AG (1919-1941) ∞ Tutty Bötzow (1878–1935, 2. matrimonio) 2 hijos                                                                            | #6 Carl Friedrich von Siemens * 1872 Charlottenburg † 1941 Heinenhof Empresario*, presidente de los consejos de Siemens & Halske AG y Siemens-Schuckertwerke AG (1919-1941) ∞ Tutty Bötzow (1878–1935, 2. matrimonio) 2 hijos                                                                            | #6 Carl Friedrich von Siemens * 1872 Charlottenburg † 1941 Heinenhof Empresario*, presidente de los consejos de Siemens & Halske AG y Siemens-Schuckertwerke AG (1919-1941) ∞ Tutty Bötzow (1878–1935, 2. matrimonio) 2 hijos                                                                            | #6 Carl Friedrich von Siemens * 1872 Charlottenburg † 1941 Heinenhof Empresario*, presidente de los consejos de Siemens & Halske AG y Siemens-Schuckertwerke AG (1919-1941) ∞ Tutty Bötzow (1878–1935, 2. matrimonio) 2 hijos                                                                            | #6 Carl Friedrich von Siemens * 1872 Charlottenburg † 1941 Heinenhof Empresario*, presidente de los consejos de Siemens & Halske AG y Siemens-Schuckertwerke AG (1919-1941) ∞ Tutty Bötzow (1878–1935, 2. matrimonio) 2 hijos                                                                            | | |  |  | | | | | | |  |  | #4 Friedrich Carl Siemens * 1877 Dresde † 1952 Berlín Empresario*, presidente de los consejos de Siemens & Halske AG y Siemens-Schuckertwerke AG (1946-1948) ∞ Bertha Yorck von Wartenburg (1899–1950) 4 hijos | #4 Friedrich Carl Siemens * 1877 Dresde † 1952 Berlín Empresario*, presidente de los consejos de Siemens & Halske AG y Siemens-Schuckertwerke AG (1946-1948) ∞ Bertha Yorck von Wartenburg (1899–1950) 4 hijos | #4 Friedrich Carl Siemens * 1877 Dresde † 1952 Berlín Empresario*, presidente de los consejos de Siemens & Halske AG y Siemens-Schuckertwerke AG (1946-1948) ∞ Bertha Yorck von Wartenburg (1899–1950) 4 hijos | #4 Friedrich Carl Siemens * 1877 Dresde † 1952 Berlín Empresario*, presidente de los consejos de Siemens & Halske AG y Siemens-Schuckertwerke AG (1946-1948) ∞ Bertha Yorck von Wartenburg (1899–1950) 4 hijos | #4 Friedrich Carl Siemens * 1877 Dresde † 1952 Berlín Empresario*, presidente de los consejos de Siemens & Halske AG y Siemens-Schuckertwerke AG (1946-1948) ∞ Bertha Yorck von Wartenburg (1899–1950) 4 hijos | #4 Friedrich Carl Siemens * 1877 Dresde † 1952 Berlín Empresario*, presidente de los consejos de Siemens & Halske AG y Siemens-Schuckertwerke AG (1946-1948) ∞ Bertha Yorck von Wartenburg (1899–1950) 4 hijos |  |  | | | | | | |  |  |  |  |  |  |  |  |  |  |  |  |  |  |  |  |  |  |  |  |  |  |  |  |  |  |  |  |  |  |  |  |
| #1 Hermann von Siemens * 1885 Berlín † 1986 en Múnich Empresario*, presidente de los consejos de Siemens & Halske AG y Siemens-Schuckertwerke AG (1941-1946 and 1948-1956) ∞ Charlotte von Maltzan (1887–1976) 6 hijos | #1 Hermann von Siemens * 1885 Berlín † 1986 en Múnich Empresario*, presidente de los consejos de Siemens & Halske AG y Siemens-Schuckertwerke AG (1941-1946 and 1948-1956) ∞ Charlotte von Maltzan (1887–1976) 6 hijos | #1 Hermann von Siemens * 1885 Berlín † 1986 en Múnich Empresario*, presidente de los consejos de Siemens & Halske AG y Siemens-Schuckertwerke AG (1941-1946 and 1948-1956) ∞ Charlotte von Maltzan (1887–1976) 6 hijos | #1 Hermann von Siemens * 1885 Berlín † 1986 en Múnich Empresario*, presidente de los consejos de Siemens & Halske AG y Siemens-Schuckertwerke AG (1941-1946 and 1948-1956) ∞ Charlotte von Maltzan (1887–1976) 6 hijos | #1 Hermann von Siemens * 1885 Berlín † 1986 en Múnich Empresario*, presidente de los consejos de Siemens & Halske AG y Siemens-Schuckertwerke AG (1941-1946 and 1948-1956) ∞ Charlotte von Maltzan (1887–1976) 6 hijos | #1 Hermann von Siemens * 1885 Berlín † 1986 en Múnich Empresario*, presidente de los consejos de Siemens & Halske AG y Siemens-Schuckertwerke AG (1941-1946 and 1948-1956) ∞ Charlotte von Maltzan (1887–1976) 6 hijos |  |  | #1 Werner Ferdinand von Siemens * 1885 Berlín, † 1937 Empresario*, director de Siemens & Halske AG ∞ Katrin Heck († 1919, 1. matrimonio) 3 hijos                                                                               | #1 Werner Ferdinand von Siemens * 1885 Berlín, † 1937 Empresario*, director de Siemens & Halske AG ∞ Katrin Heck († 1919, 1. matrimonio) 3 hijos                                                                               | #1 Werner Ferdinand von Siemens * 1885 Berlín, † 1937 Empresario*, director de Siemens & Halske AG ∞ Katrin Heck († 1919, 1. matrimonio) 3 hijos                                                                               | #1 Werner Ferdinand von Siemens * 1885 Berlín, † 1937 Empresario*, director de Siemens & Halske AG ∞ Katrin Heck († 1919, 1. matrimonio) 3 hijos                                                                               | #1 Werner Ferdinand von Siemens * 1885 Berlín, † 1937 Empresario*, director de Siemens & Halske AG ∞ Katrin Heck († 1919, 1. matrimonio) 3 hijos                                                                               | #1 Werner Ferdinand von Siemens * 1885 Berlín, † 1937 Empresario*, director de Siemens & Halske AG ∞ Katrin Heck († 1919, 1. matrimonio) 3 hijos                                                                               | | | #1 Ernst von Siemens * 1903 Kingston upon Hull/Inglaterra † 1990 Starnberg Empresario*, director de Siemens & Halske AG (1949-1956), presidente de los consejos de Siemens & Halske AG y Siemens-Schuckertwerke AG (1956-1966) y de Siemens AG (1966-1971) patrocinador de las artes, soltero, sin hijos | #1 Ernst von Siemens * 1903 Kingston upon Hull/Inglaterra † 1990 Starnberg Empresario*, director de Siemens & Halske AG (1949-1956), presidente de los consejos de Siemens & Halske AG y Siemens-Schuckertwerke AG (1956-1966) y de Siemens AG (1966-1971) patrocinador de las artes, soltero, sin hijos | #1 Ernst von Siemens * 1903 Kingston upon Hull/Inglaterra † 1990 Starnberg Empresario*, director de Siemens & Halske AG (1949-1956), presidente de los consejos de Siemens & Halske AG y Siemens-Schuckertwerke AG (1956-1966) y de Siemens AG (1966-1971) patrocinador de las artes, soltero, sin hijos | #1 Ernst von Siemens * 1903 Kingston upon Hull/Inglaterra † 1990 Starnberg Empresario*, director de Siemens & Halske AG (1949-1956), presidente de los consejos de Siemens & Halske AG y Siemens-Schuckertwerke AG (1956-1966) y de Siemens AG (1966-1971) patrocinador de las artes, soltero, sin hijos | #1 Ernst von Siemens * 1903 Kingston upon Hull/Inglaterra † 1990 Starnberg Empresario*, director de Siemens & Halske AG (1949-1956), presidente de los consejos de Siemens & Halske AG y Siemens-Schuckertwerke AG (1956-1966) y de Siemens AG (1966-1971) patrocinador de las artes, soltero, sin hijos | #1 Ernst von Siemens * 1903 Kingston upon Hull/Inglaterra † 1990 Starnberg Empresario*, director de Siemens & Halske AG (1949-1956), presidente de los consejos de Siemens & Halske AG y Siemens-Schuckertwerke AG (1956-1966) y de Siemens AG (1966-1971) patrocinador de las artes, soltero, sin hijos | | |  |  | | | | | | |  |  | | | | | | |  |  | | | | | | |  |  |  |  |  |  |  |  |  |  |  |  |  |  |  |  |  |  |  |  |  |  |  |  |  |  |  |  |  |  |  |  |
| #1 Hermann von Siemens * 1885 Berlín † 1986 en Múnich Empresario*, presidente de los consejos de Siemens & Halske AG y Siemens-Schuckertwerke AG (1941-1946 and 1948-1956) ∞ Charlotte von Maltzan (1887–1976) 6 hijos | #1 Hermann von Siemens * 1885 Berlín † 1986 en Múnich Empresario*, presidente de los consejos de Siemens & Halske AG y Siemens-Schuckertwerke AG (1941-1946 and 1948-1956) ∞ Charlotte von Maltzan (1887–1976) 6 hijos | #1 Hermann von Siemens * 1885 Berlín † 1986 en Múnich Empresario*, presidente de los consejos de Siemens & Halske AG y Siemens-Schuckertwerke AG (1941-1946 and 1948-1956) ∞ Charlotte von Maltzan (1887–1976) 6 hijos | #1 Hermann von Siemens * 1885 Berlín † 1986 en Múnich Empresario*, presidente de los consejos de Siemens & Halske AG y Siemens-Schuckertwerke AG (1941-1946 and 1948-1956) ∞ Charlotte von Maltzan (1887–1976) 6 hijos | #1 Hermann von Siemens * 1885 Berlín † 1986 en Múnich Empresario*, presidente de los consejos de Siemens & Halske AG y Siemens-Schuckertwerke AG (1941-1946 and 1948-1956) ∞ Charlotte von Maltzan (1887–1976) 6 hijos | #1 Hermann von Siemens * 1885 Berlín † 1986 en Múnich Empresario*, presidente de los consejos de Siemens & Halske AG y Siemens-Schuckertwerke AG (1941-1946 and 1948-1956) ∞ Charlotte von Maltzan (1887–1976) 6 hijos |  |  | #1 Werner Ferdinand von Siemens * 1885 Berlín, † 1937 Empresario*, director de Siemens & Halske AG ∞ Katrin Heck († 1919, 1. matrimonio) 3 hijos                                                                               | #1 Werner Ferdinand von Siemens * 1885 Berlín, † 1937 Empresario*, director de Siemens & Halske AG ∞ Katrin Heck († 1919, 1. matrimonio) 3 hijos                                                                               | #1 Werner Ferdinand von Siemens * 1885 Berlín, † 1937 Empresario*, director de Siemens & Halske AG ∞ Katrin Heck († 1919, 1. matrimonio) 3 hijos                                                                               | #1 Werner Ferdinand von Siemens * 1885 Berlín, † 1937 Empresario*, director de Siemens & Halske AG ∞ Katrin Heck († 1919, 1. matrimonio) 3 hijos                                                                               | #1 Werner Ferdinand von Siemens * 1885 Berlín, † 1937 Empresario*, director de Siemens & Halske AG ∞ Katrin Heck († 1919, 1. matrimonio) 3 hijos                                                                               | #1 Werner Ferdinand von Siemens * 1885 Berlín, † 1937 Empresario*, director de Siemens & Halske AG ∞ Katrin Heck († 1919, 1. matrimonio) 3 hijos                                                                               | | | #1 Ernst von Siemens * 1903 Kingston upon Hull/Inglaterra † 1990 Starnberg Empresario*, director de Siemens & Halske AG (1949-1956), presidente de los consejos de Siemens & Halske AG y Siemens-Schuckertwerke AG (1956-1966) y de Siemens AG (1966-1971) patrocinador de las artes, soltero, sin hijos | #1 Ernst von Siemens * 1903 Kingston upon Hull/Inglaterra † 1990 Starnberg Empresario*, director de Siemens & Halske AG (1949-1956), presidente de los consejos de Siemens & Halske AG y Siemens-Schuckertwerke AG (1956-1966) y de Siemens AG (1966-1971) patrocinador de las artes, soltero, sin hijos | #1 Ernst von Siemens * 1903 Kingston upon Hull/Inglaterra † 1990 Starnberg Empresario*, director de Siemens & Halske AG (1949-1956), presidente de los consejos de Siemens & Halske AG y Siemens-Schuckertwerke AG (1956-1966) y de Siemens AG (1966-1971) patrocinador de las artes, soltero, sin hijos | #1 Ernst von Siemens * 1903 Kingston upon Hull/Inglaterra † 1990 Starnberg Empresario*, director de Siemens & Halske AG (1949-1956), presidente de los consejos de Siemens & Halske AG y Siemens-Schuckertwerke AG (1956-1966) y de Siemens AG (1966-1971) patrocinador de las artes, soltero, sin hijos | #1 Ernst von Siemens * 1903 Kingston upon Hull/Inglaterra † 1990 Starnberg Empresario*, director de Siemens & Halske AG (1949-1956), presidente de los consejos de Siemens & Halske AG y Siemens-Schuckertwerke AG (1956-1966) y de Siemens AG (1966-1971) patrocinador de las artes, soltero, sin hijos | #1 Ernst von Siemens * 1903 Kingston upon Hull/Inglaterra † 1990 Starnberg Empresario*, director de Siemens & Halske AG (1949-1956), presidente de los consejos de Siemens & Halske AG y Siemens-Schuckertwerke AG (1956-1966) y de Siemens AG (1966-1971) patrocinador de las artes, soltero, sin hijos | | |  |  | | | | | | |  |  | | | | | | |  |  | | | | | | |  |  |  |  |  |  |  |  |  |  |  |  |  |  |  |  |  |  |  |  |  |  |  |  |  |  |  |  |  |  |  |  |
| #2 Henning von Siemens * 1921 Berlín † 2014 en Múnich Médico ∞ Christa Schwabenthan (* 1941) 1 child | #2 Henning von Siemens * 1921 Berlín † 2014 en Múnich Médico ∞ Christa Schwabenthan (* 1941) 1 child | #2 Henning von Siemens * 1921 Berlín † 2014 en Múnich Médico ∞ Christa Schwabenthan (* 1941) 1 child | #2 Henning von Siemens * 1921 Berlín † 2014 en Múnich Médico ∞ Christa Schwabenthan (* 1941) 1 child | #2 Henning von Siemens * 1921 Berlín † 2014 en Múnich Médico ∞ Christa Schwabenthan (* 1941) 1 child | #2 Henning von Siemens * 1921 Berlín † 2014 en Múnich Médico ∞ Christa Schwabenthan (* 1941) 1 child |  |  | #1 Peter von Siemens * 1911 Berlín † 1986 en Múnich Empresario*, presidente del consejo de Siemens AG (1971-1981) ∞ Maria Julia Lienau (1916–2008) 2 hijos                                                                     | #1 Peter von Siemens * 1911 Berlín † 1986 en Múnich Empresario*, presidente del consejo de Siemens AG (1971-1981) ∞ Maria Julia Lienau (1916–2008) 2 hijos                                                                     | #1 Peter von Siemens * 1911 Berlín † 1986 en Múnich Empresario*, presidente del consejo de Siemens AG (1971-1981) ∞ Maria Julia Lienau (1916–2008) 2 hijos                                                                     | #1 Peter von Siemens * 1911 Berlín † 1986 en Múnich Empresario*, presidente del consejo de Siemens AG (1971-1981) ∞ Maria Julia Lienau (1916–2008) 2 hijos                                                                     | #1 Peter von Siemens * 1911 Berlín † 1986 en Múnich Empresario*, presidente del consejo de Siemens AG (1971-1981) ∞ Maria Julia Lienau (1916–2008) 2 hijos                                                                     | #1 Peter von Siemens * 1911 Berlín † 1986 en Múnich Empresario*, presidente del consejo de Siemens AG (1971-1981) ∞ Maria Julia Lienau (1916–2008) 2 hijos                                                                     | | | | | | | | | | |  |  | | | | | | |  |  | | | | | | |  |  | | | | | | |  |  |  |  |  |  |  |  |  |  |  |  |  |  |  |  |  |  |  |  |  |  |  |  |  |  |  |  |  |  |  |  |
| #2 Henning von Siemens * 1921 Berlín † 2014 en Múnich Médico ∞ Christa Schwabenthan (* 1941) 1 child | #2 Henning von Siemens * 1921 Berlín † 2014 en Múnich Médico ∞ Christa Schwabenthan (* 1941) 1 child | #2 Henning von Siemens * 1921 Berlín † 2014 en Múnich Médico ∞ Christa Schwabenthan (* 1941) 1 child | #2 Henning von Siemens * 1921 Berlín † 2014 en Múnich Médico ∞ Christa Schwabenthan (* 1941) 1 child | #2 Henning von Siemens * 1921 Berlín † 2014 en Múnich Médico ∞ Christa Schwabenthan (* 1941) 1 child | #2 Henning von Siemens * 1921 Berlín † 2014 en Múnich Médico ∞ Christa Schwabenthan (* 1941) 1 child |  |  | #1 Peter von Siemens * 1911 Berlín † 1986 en Múnich Empresario*, presidente del consejo de Siemens AG (1971-1981) ∞ Maria Julia Lienau (1916–2008) 2 hijos                                                                     | #1 Peter von Siemens * 1911 Berlín † 1986 en Múnich Empresario*, presidente del consejo de Siemens AG (1971-1981) ∞ Maria Julia Lienau (1916–2008) 2 hijos                                                                     | #1 Peter von Siemens * 1911 Berlín † 1986 en Múnich Empresario*, presidente del consejo de Siemens AG (1971-1981) ∞ Maria Julia Lienau (1916–2008) 2 hijos                                                                     | #1 Peter von Siemens * 1911 Berlín † 1986 en Múnich Empresario*, presidente del consejo de Siemens AG (1971-1981) ∞ Maria Julia Lienau (1916–2008) 2 hijos                                                                     | #1 Peter von Siemens * 1911 Berlín † 1986 en Múnich Empresario*, presidente del consejo de Siemens AG (1971-1981) ∞ Maria Julia Lienau (1916–2008) 2 hijos                                                                     | #1 Peter von Siemens * 1911 Berlín † 1986 en Múnich Empresario*, presidente del consejo de Siemens AG (1971-1981) ∞ Maria Julia Lienau (1916–2008) 2 hijos                                                                     | | | | | | | | | | |  |  | | | | | | |  |  | | | | | | |  |  | | | | | | |  |  |  |  |  |  |  |  |  |  |  |  |  |  |  |  |  |  |  |  |  |  |  |  |  |  |  |  |  |  |  |  |
| #1 Nathalie von Siemens * 1971 Múnich Consejera de la Fundación Siemens, miembro del consejo supervisor de Siemens AG* (desde 2015)                                                                                    | #1 Nathalie von Siemens * 1971 Múnich Consejera de la Fundación Siemens, miembro del consejo supervisor de Siemens AG* (desde 2015)                                                                                    | #1 Nathalie von Siemens * 1971 Múnich Consejera de la Fundación Siemens, miembro del consejo supervisor de Siemens AG* (desde 2015)                                                                                    | #1 Nathalie von Siemens * 1971 Múnich Consejera de la Fundación Siemens, miembro del consejo supervisor de Siemens AG* (desde 2015)                                                                                    | #1 Nathalie von Siemens * 1971 Múnich Consejera de la Fundación Siemens, miembro del consejo supervisor de Siemens AG* (desde 2015)                                                                                    | #1 Nathalie von Siemens * 1971 Múnich Consejera de la Fundación Siemens, miembro del consejo supervisor de Siemens AG* (desde 2015)                                                                                    |  |  | #1 Peter C. von Siemens * 1937 Río de Janeiro Miembro del consejo de administración y miembro del consejo de supervisión de Siemens AG* ∞ Bettina Schicht (* 1942) 4 hijos                                                     | #1 Peter C. von Siemens * 1937 Río de Janeiro Miembro del consejo de administración y miembro del consejo de supervisión de Siemens AG* ∞ Bettina Schicht (* 1942) 4 hijos                                                     | #1 Peter C. von Siemens * 1937 Río de Janeiro Miembro del consejo de administración y miembro del consejo de supervisión de Siemens AG* ∞ Bettina Schicht (* 1942) 4 hijos                                                     | #1 Peter C. von Siemens * 1937 Río de Janeiro Miembro del consejo de administración y miembro del consejo de supervisión de Siemens AG* ∞ Bettina Schicht (* 1942) 4 hijos                                                     | #1 Peter C. von Siemens * 1937 Río de Janeiro Miembro del consejo de administración y miembro del consejo de supervisión de Siemens AG* ∞ Bettina Schicht (* 1942) 4 hijos                                                     | #1 Peter C. von Siemens * 1937 Río de Janeiro Miembro del consejo de administración y miembro del consejo de supervisión de Siemens AG* ∞ Bettina Schicht (* 1942) 4 hijos                                                     | | | | | | | | | | |  |  | | | | | | |  |  | | | | | | |  |  | | | | | | |  |  |  |  |  |  |  |  |  |  |  |  |  |  |  |  |  |  |  |  |  |  |  |  |  |  |  |  |  |  |  |  |

(*) Función de liderazgo en Siemens & Halske, en Siemens Brothers & Co y/o en Siemens AG.